# Emiratos Árabes Unidos
Emiratos Árabes Unidos (EAU) es un país soberano constituido en monarquía federal de Oriente Próximo, situado en la península de Arabia. Está compuesto por siete emiratos: Abu Dabi, Ajman, Dubái, Fuyaira, Ras al-Jaima, Sarja y Umm al-Qaywayn. Limita con Omán al sureste, con el golfo Pérsico al norte y con Arabia Saudita al oeste y sur. Su capital es Abu Dabi y la ciudad más grande y poblada es Dubái.
El petróleo es la principal fuente de ingresos y el componente esencial de su PIB. Los Emiratos Árabes Unidos son la 30.ª economía por volumen de PIB y en cuanto al índice de desarrollo humano, elaborado por Naciones Unidas, fueron situados en el puesto n.º 42 entre 188 países en 2016.
Los primeros asentamientos importantes en la región datan de la Edad del Bronce. En el siglo VII d. C. se vio la llegada del Islam y, durante el siglo XVI, el territorio cayó bajo la influencia de las potencias coloniales europeas, asentándose finalmente el dominio británico. Tras el fin del protectorado del Reino Unido, en diciembre de 1971, seis jeques formaron la unión suscribiendo la Constitución de 1971, a la cual se unió Ras al-Jaima unos meses después. Cada emirato conserva una considerable autonomía política, judicial y económica.

## Historia
En 1820 el Reino Unido firmó el primer tratado de paz con los jeques de las tribus del país, para poner fin a los actos de piratería que se venían sucediendo. Pero el tratado que supondría el comienzo del protectorado británico, sería el de la tregua marítima perpetua, en mayo de 1853 (por el que el Reino Unido se hacía cargo de la protección militar del territorio) y en marzo de 1892 (acuerdo exclusivo que garantizaba el monopolio sobre el comercio y la explotación de los recursos para los británicos). El nombre que recibieron los Emiratos durante este periodo, fue el de los Estados de la Tregua.
Los antiguos Estados de la Tregua fueron un protectorado del Reino Unido desde 1853 hasta el 2 de diciembre de 1971, fecha en que seis de ellos (Abu Dabi, Ajmán, Dubái, Fuyaira, Sarja y Um al-Caiwain) se independizaron formando una nueva federación llamada los Emiratos Árabes Unidos.
Se descubrieron reservas de petróleo en Abu Dabi en 1958 y en Dubái en 1966.

### Antigüedad

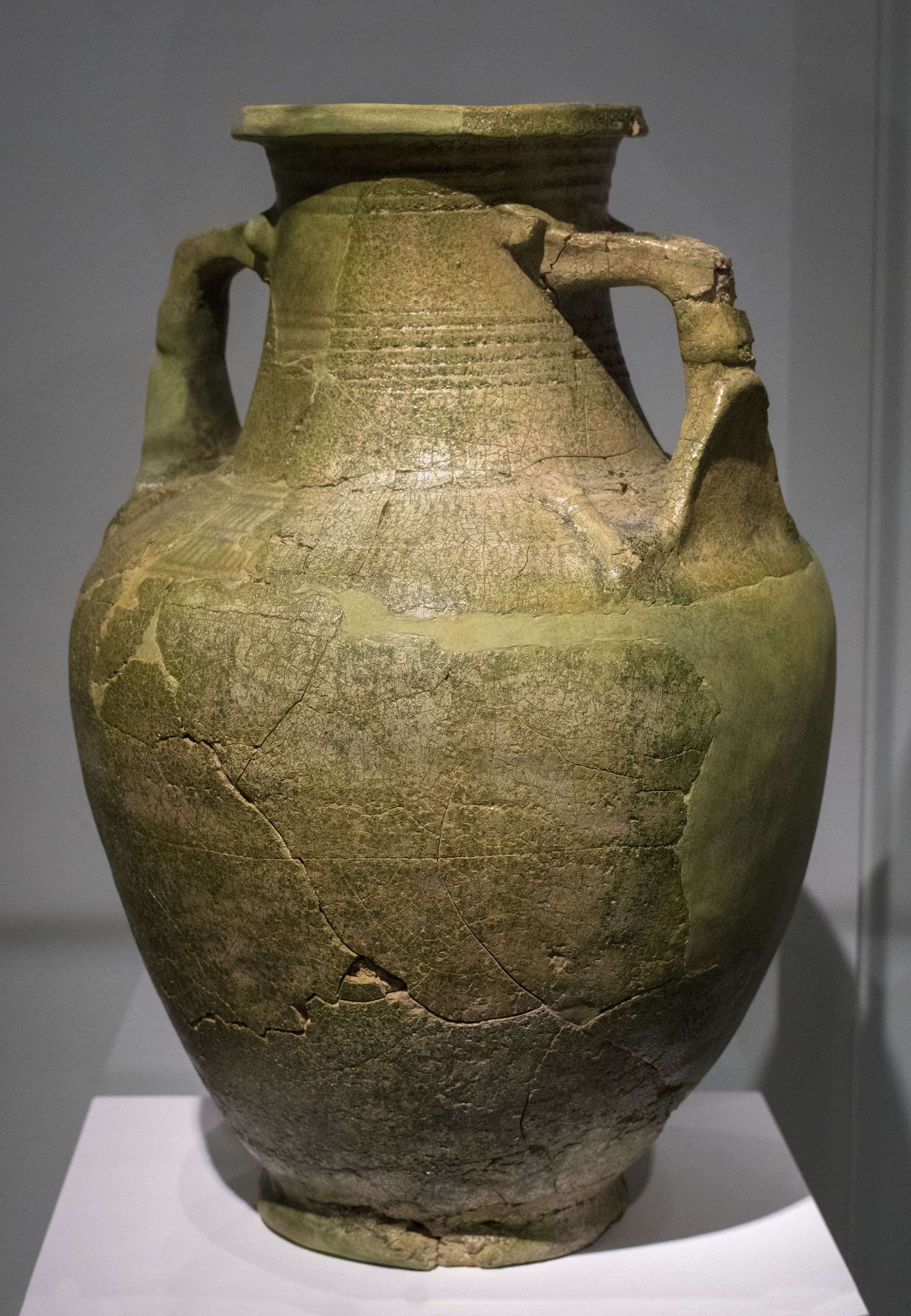
Jarra del hallada en el yacimiento arqueológico de Mleiha, en Sharjah.

Las herramientas de piedra recuperadas revelan un asentamiento de personas procedentes de África hace unos ciento veintisiete mil años y una herramienta de piedra utilizada para descuartizar animales descubierta en la costa árabe sugiere un asentamiento aún más antiguo, de hace ciento treinta mil años. No hay pruebas de contacto con el mundo exterior en esa etapa, aunque con el tiempo se desarrollaron animados vínculos comerciales con civilizaciones de Mesopotamia, Irán y la cultura Harappan del valle del Indo. Este contacto persistió y se amplió, probablemente motivado por el comercio del cobre de los montes Hajar, que comenzó hacia el 3000 a. C. Las fuentes sumerias hablan de la civilización magan, que se ha identificado como la que abarca los actuales EAU y Omán.
Hay seis periodos de asentamiento humano con comportamientos distintivos en la región antes del Islam, que incluyen el periodo Hafit, de 3200 a 2600 a. C., la cultura Umm Al Nar, de 2600 a 2000 a. C., y la cultura Wadi Suq, de 2000 a 1300 a. C.. Desde 1200 a. C. hasta la llegada del Islam a Arabia Oriental, pasando por tres Edades del Hierro distintas y el periodo Mleiha, la zona estuvo ocupada por los aqueménidas y otras fuerzas, y en ella se construyeron asentamientos fortificados y se practicó la ganadería extensiva gracias al desarrollo del sistema de regadío falaj.
En la Antigüedad, Al Hasa (actual provincia oriental de Arabia Saudí) formaba parte de Al Bahreyn y lindaba con el Gran Omán (actuales EAU y Omán). A partir del siglo II d. C., se produjo un movimiento de tribus desde Al Bahreyn hacia el Golfo inferior, junto con una migración entre los grupos tribales azditas Qahtani (o Yamani) y Quda'ah desde el suroeste de Arabia hacia el centro de Omán.

### Cristianismo e Islam
En la década de 1990 se descubrió por primera vez el yacimiento cristiano más antiguo de los EAU, un extenso complejo monástico en lo que hoy se conoce como la isla de Sir Bani Yas y que data del siglo VII. Se cree que es nestoriana y que se construyó en el 600 d. C. 
La iglesia parece haber sido abandonada pacíficamente en el 750 d. C. Constituye un raro vínculo físico con el legado del cristianismo, que se cree que se extendió por la península entre el 50 y el 350 d. C. siguiendo las rutas comerciales. Sin duda, en el siglo V, Omán ya tenía un obispo llamado Juan; el último obispo de Omán fue Etienne, en 676 d. C.
Se cree que la propagación del islam en el extremo nororiental de la península arábiga se produjo a raíz de una carta enviada por el profeta islámico Mahoma a los gobernantes de Omán en el año 630 de la era cristiana, nueve años después de la peregrinación. Tras la muerte de Mahoma, las nuevas comunidades islámicas al sur del Golfo Pérsico amenazaron con desintegrarse y se produjeron insurrecciones contra los líderes musulmanes. El califa Abu Bakr envió un ejército desde la capital, Medina, que completó la reconquista del territorio (las guerras de Ridda) con la batalla de Dibba, en la que se cree que se perdieron 10 000 vidas, lo que aseguró la integridad del califato y la unificación de la península arábiga bajo el recién surgido califato Rashidun.
En el año 637, Julfar (en la zona de la actual Ras Al Jaima) era un importante puerto que se utilizó como punto de escala para la invasión islámica del Imperio sasánida. La zona del oasis de Al Ain/Buraimi se conocía como Tu'am y era un importante puesto comercial para las rutas de camellos entre la costa y el interior de Arabia.

### Exploración y colonización europea

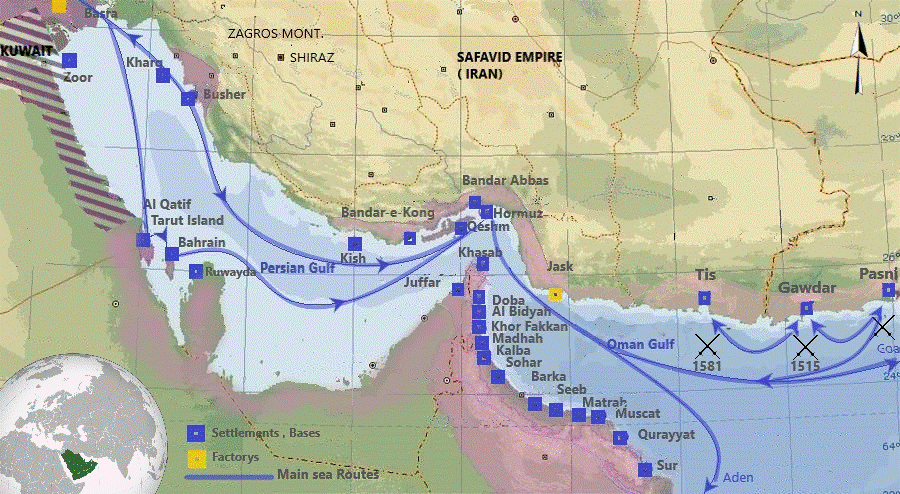
Púrpura: portugueses en el Golfo Pérsico en los siglos XVI y XVIII. Principales ciudades, puertos y rutas.

Con la expansión de los imperios coloniales europeos, aparecieron fuerzas portuguesas, inglesas y holandesas en la región del Golfo Pérsico. En el siglo XVIII, la confederación Bani Yas era la fuerza dominante en la mayor parte de la zona que hoy se conoce como Abu Dhabi, mientras que los Al Qawasim del Norte (Al Qasimi) dominaban el comercio marítimo. Los portugueses mantuvieron su influencia sobre los asentamientos costeros y construyeron fuertes tras las sangrientas conquistas de comunidades costeras en el siglo XVI por el almirante Afonso de Albuquerque y los comandantes portugueses que le siguieron, sobre todo en la costa oriental, en Mascate, Sohar y Khor Fakkan.

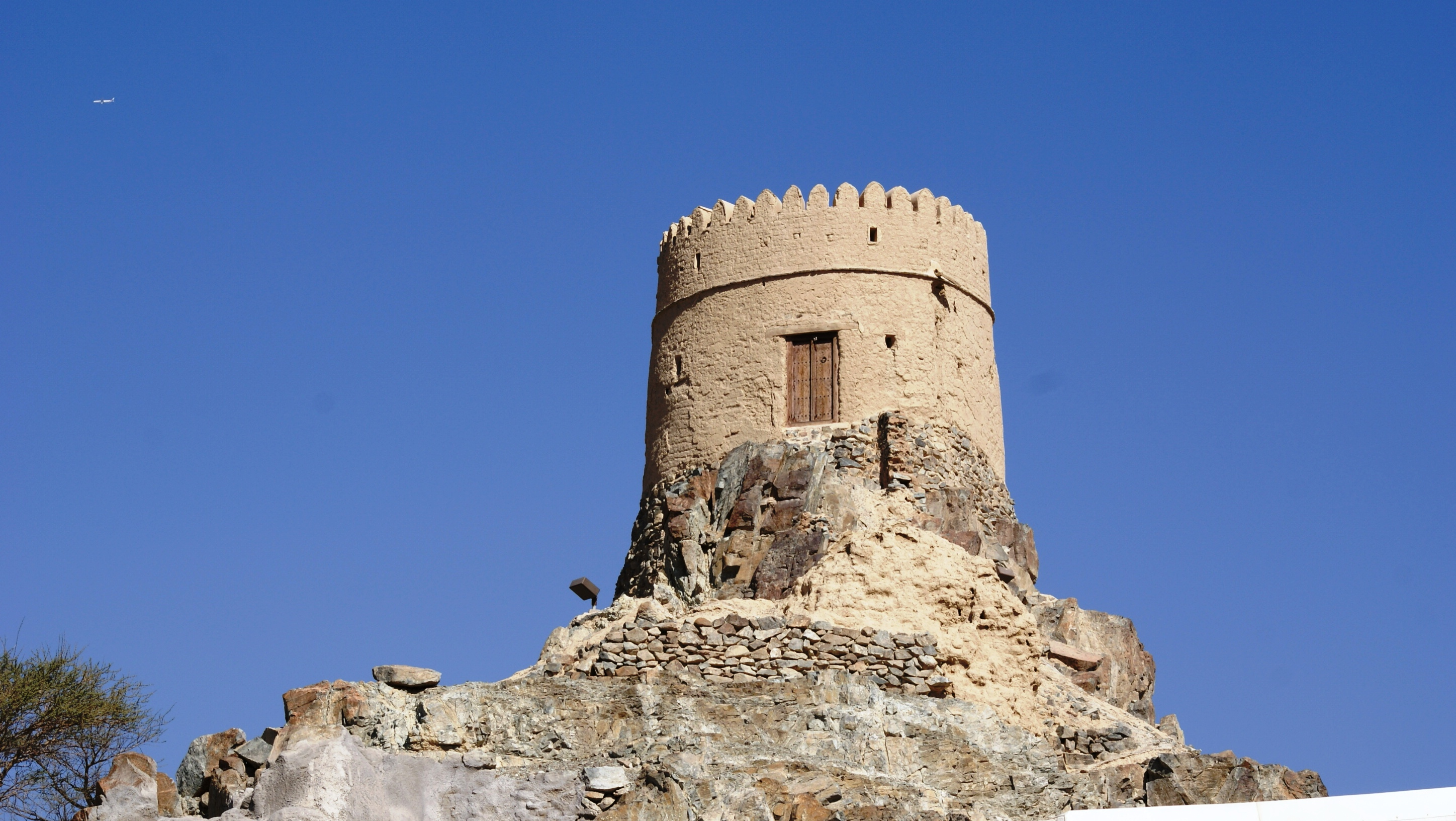
Atalaya del del Fuerte de Hatta

La costa meridional del Golfo Pérsico era conocida por los británicos como la «Costa de los Piratas», ya que los barcos de la federación Al Qawasim hostigaron la navegación de bandera británica desde el siglo XVII hasta el XIX. La acusación de piratería es rebatida por los historiadores emiratíes modernos, incluido el actual gobernante de Sharjah, el jeque Sultán Al Qasimi, en su libro de 1986 El mito de la piratería árabe en el Golfo.
Las expediciones británicas para proteger sus rutas comerciales hacia el Índico dieron lugar a campañas contra Ras al Jaima y otros puertos de la costa, como la del Golfo Pérsico de 1809 y la de 1819, que tuvo más éxito. Al año siguiente, el Reino Unido de Gran Bretaña e Irlanda y varios gobernantes locales firmaron una tregua marítima que dio origen al término Estados Truciales, que pasó a definir el estatus de los emiratos costeros. En 1843 se firmó otro tratado y en 1853 se acordó la Tregua Marítima Perpetua. A esto se añadieron los «Acuerdos exclusivos», firmados en 1892, que convirtieron a los Estados de la Tregua en un protectorado británico.

### Independencia del Reino Unido

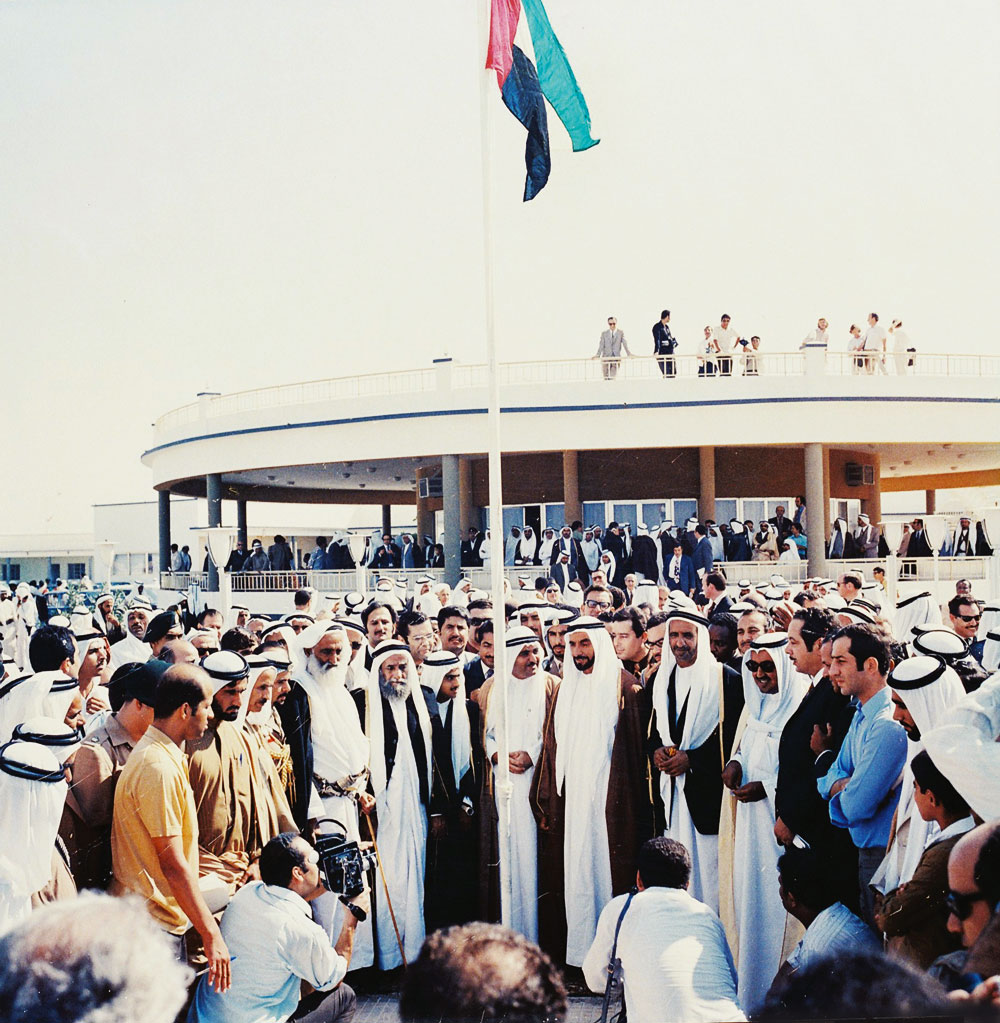
Foto histórica que muestra el primer izamiento de la bandera de los Emiratos Árabes Unidos por parte de los gobernantes de los emiratos en Dubái el 2 de diciembre de 1971

Inicialmente destinados a formar parte de la propuesta Federación de Emiratos Árabes, Baréin se independizó en agosto, y Catar en septiembre de 1971. El 1 de diciembre de 1971, al expirar el tratado entre el Reino Unido y los jeques, ambos emiratos se independizaron por completo. El 2 de diciembre de 1971, en la Casa de Huéspedes de Dubái (ahora conocida como Casa de la Unión), seis de los emiratos (Abu Dhabi, Ajman, Dubái, Fujairah, Sharjah y Umm Al Quwain) acordaron formar una unión denominada Emiratos Árabes Unidos. Ras al-Jaima se unió más tarde, el 10 de enero de 1972. En febrero de 1972 se creó el Consejo Nacional Federal (FNC), un órgano consultivo de 40 miembros nombrados por los siete gobernantes. EAU ingresó en la Liga Árabe el 6 de diciembre de 1971 y en las Naciones Unidas el 9 de diciembre. Fue miembro fundador del Consejo de Cooperación del Golfo en mayo de 1981, y Abu Dabi acogió la primera cumbre del CCG.
Un emiratí de 19 años de Abu Dabi, Abdullah Mohammed Al Maainah, diseñó la bandera de EAU en 1971. Los cuatro colores de la bandera son los colores panárabes rojo, verde, blanco y negro, y representan la unidad de las naciones árabes. Fue adoptada el 2 de diciembre de 1971. Al Maainah fue embajador de EAU en Chile y actualmente es embajador de EAU en la República Checa.

## Política
Los Emiratos Árabes Unidos forman una federación de siete estados, que son regidos cada uno por su emir (título nobiliario de los jeques) con poderes específicos. El gobierno central lo forma el consejo supremo, formado por los siete emires. El presidente del país suele ser el emir de Abu Dabi, y el primer ministro, el emir de Dubái.

### Gobierno federal
El sistema federal de gobierno incluye el Consejo Supremo, el Consejo de Ministros (Gabinete), un organismo parlamentario en forma de Consejo Federal Nacional (CFN) y el Tribunal Supremo Federal, que es representante de un poder judicial independiente.
El Consejo Supremo comprende los gobernantes de los siete emiratos y elige un presidente y un vicepresidente de entre ellos para un periodo en el cargo de cinco años renovables. Aunque no sea oficial, el presidente del país es por herencia un jeque del emirato de Abu Dabi y el primer ministro, un jeque del emirato de Dubái. Mohamed bin Zayed Al Nahayan, jeque de Abu Dabi, es el actual presidente y Mohamed bin Rashid Al Maktum, jeque de Dubái, es el actual primer ministro.
El Consejo Supremo, que comprende los gobernantes de los siete emiratos, tiene tanto poderes legislativos como ejecutivos. Ratifica las leyes y decretos federales, planifica la política general, aprueba el nombramiento del primer ministro y acepta su dimisión. También le releva de su puesto por la recomendación del presidente.
El Consejo de Ministros, descrito en la Constitución como «la autoridad ejecutiva» para la Federación, está presidido por un primer ministro, elegido por el presidente previa consulta con el Consejo Supremo. El primer ministro, actualmente también el vicepresidente, propone entonces el Gabinete, que requiere la ratificación del presidente.
El Consejo Federal Nacional (CFN) es el consejo asesor de los Emiratos Árabes Unidos y se compone por 40 miembros que consta de un número diferente de representantes por cada emirato. El CFN debate las enmiendas constitucionales y anteproyectos de ley que pueden ser aprobados, modificados o rechazados y revisa el presupuesto anual de la federación. Otras funciones del CFN incluyen debatir los tratados y convenciones internacionales sino también influir en el trabajo del Gobierno a través de los canales de discusión, sesiones de preguntas y respuestas, recomendaciones y seguimientos de quejas.
El Tribunal Supremo Federal representa el poder judicial federal, que la Constitución declara independiente. El Tribunal Supremo Federal consta de cinco jueces nombrados por el Consejo Supremo. Los jueces deciden sobre la constitucionalidad de las leyes federales y arbitran en litigios entre los emiratos y disputas entre el Gobierno Federal y los emiratos.

### Gobierno local
Los gobiernos locales de los siete emiratos funcionan en correspondencia con las instituciones federales. Con diverso tamaño, han evolucionado junto con el crecimiento de los emiratos respectivos. Sin embargo, sus mecanismos difieren de un emirato a otro, dependiendo de factores tales como la población, tamaño y grado de desarrollo.

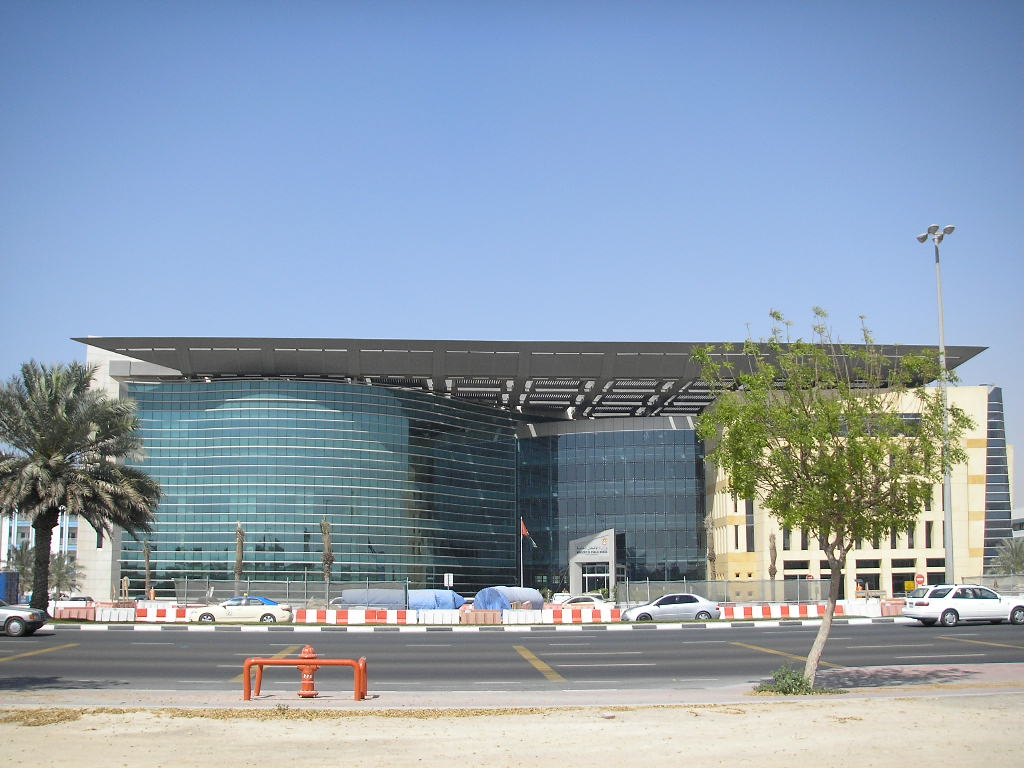
Ministerio de Obras Públicas de Dubái

El emirato está dividido en dos regiones: Al Gharbia (anteriormente conocida como la Región Occidental) y la Región Oriental, dirigidas por los Representantes del Gobernante. Las principales ciudades, Abu Dabi y Al Ain, las administran municipalidades para cada una de las cuales se nombra un Concejo Municipal. Abu Dabi también tiene un Consejo Consultivo Nacional, presidido por un Portavoz, con 60 miembros seleccionados entre las principales tribus y familias del emirato.
El Consejo Ejecutivo de Dubái, fundado en 2003, posee funciones similares para el segundo emirato más grande de los Emiratos Árabes Unidos y está presidido por el Príncipe Heredero Jeque Hamdan bin Mohámed bin Rashid Al Maktoum. Sarja y Ajmán también tienen Consejos Ejecutivos. Además, Sarja, con tres enclaves en la costa oriental del país, ha adoptado la práctica de delegar algo de autoridad a los poderes locales, con ramas del Sharjah Emiri Diwan (Tribunal). En cada uno de los otros emiratos se puede encontrar un modelo similar de municipalidades, departamentos y agencias autónomos.
En poblaciones más pequeñas o más remotas, el Gobernante de cada emirato puede elegir un representante local, un emir o wali, para que actúe como un conducto a través del cual se puedan dirigir las preocupaciones de los habitantes al gobierno. En la mayoría de los casos, son las figuras locales dirigentes, cuya autoridad emana del consenso de su comunidad y de la confianza depositada en ellos por el Gobernante.

### Interacción federal-local
Desde la fundación del estado, la relación de poder entre las diversas instituciones federales con las instituciones locales independientes ha cambiado considerablemente y todavía continúa evolucionando. Bajo los términos de la Constitución, el Gobierno Federal puede recibir de los gobernantes determinadas áreas de autoridad: una de dichas medidas importantes fue la decisión de unificar las fuerzas armadas a mediados de 1970. La Constitución de 1971 también permitía que cada emirato mantuviera, o asumiera, su estatus de miembro de la Organización de Países Exportadores de Petróleo y de la Organización de Países Árabes Exportadores de Petróleo, aunque ninguno lo ha hecho así (Abu Dabi renunció a ser miembro en favor de la Federación en 1971).

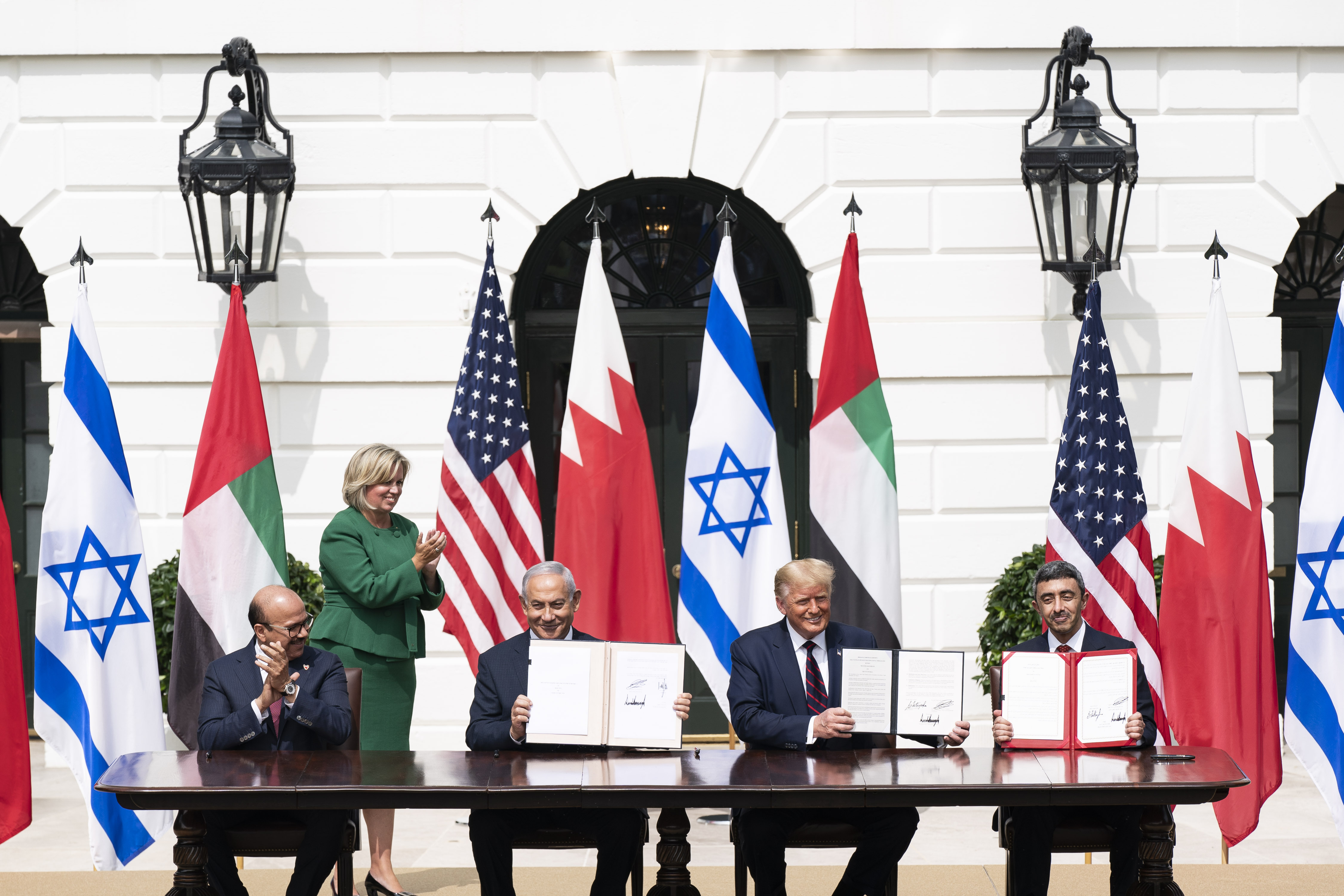
Emiratos Árabes Unidos se convirtió en 2020 en el tercer país árabe, después de Egipto en 1979 y Jordania en 1994, en reconocer al estado de Israel.

Como sigue, los emiratos más pequeños se han beneficiado, por ejemplo, de la educación y también han podido reclutar personal para los servicios gubernamentales locales que antes gestionaban en su nombre las instituciones federales. No obstante, las formas tradicionales de gobierno coexisten todavía con estos nuevos sistemas. El principal impulsor tras dichos cambios sigue siendo el rendimiento y la eficiencia en la aportación de servicios a los ciudadanos y la población emigrante que reside en los Emiratos Árabes Unidos.

### Relaciones exteriores
El desarrollo y la ayuda humanitaria son considerados como un importante instrumento de política extranjera para los dirigentes de los Emiratos Árabes Unidos. Dos presupuestos son considerados motivos para el actuar: en primer lugar, el deber religioso islámico para ayudar a quienes lo necesitan; y en segundo lugar, ofrecer ayuda a países e individuos menos afortunados devolviendo parte de la riqueza procedente del petróleo y del gas.
Los Emiratos Árabes Unidos participaron en la guerra de 2011 dirigida por la OTAN contra Libia. Las Fuerzas Especiales de los EAU apoyaron a algunas milicias rebeldes y los F-16 de los EAU bombardearon a los soldados libios.
A partir de 2015, los Emiratos participan en la guerra de Yemen en el marco de la coalición dirigida por Arabia Saudita. Las fuerzas especiales de los Emiratos, comprometidas sobre el terreno, colaboran con las milicias salafistas. Abu Dhabi también se ha asegurado de que uno de ellos siga recibiendo apoyo militar y financiero, a pesar de su inclusión en una "lista negra" de terroristas buscados por Estados Unidos por su proximidad a Al-Qaeda en la Península arábiga (AQPA).
Los EAU realizan grandes inversiones en Chechenia y mantienen estrechos vínculos con el régimen de Ramzan Kadyrov.

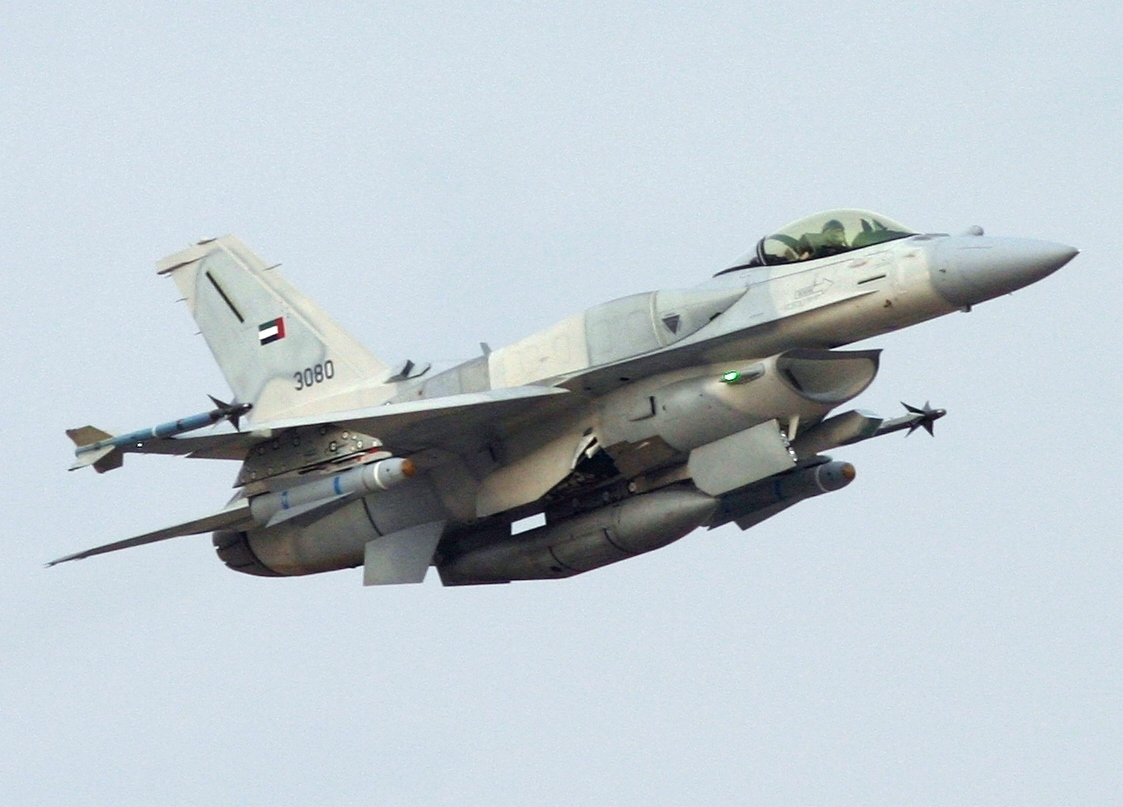
Un avión F-16 Bloque 60 de Emiratos Árabes Unidos.

En junio de 2017, Emiratos Árabes Unidos se alinea con la política exterior de Arabia Saudí y rompe las relaciones diplomáticas con Catar. Los ciudadanos cataríes también son expulsados de los EAU. Mostrar simpatía por Catar en Internet se considera ciberdelito y se castiga con penas de tres a quince años de cárcel.

### Fuerzas armadas
El servicio militar obligatorio fue aprobado para una duración de nueve meses para los hombres de entre 18 y 30 años que están en la universidad y de 2 años para los que no tienen estudios superiores. Para las mujeres es opcional y sometido al acuerdo de su tutor.
Si bien los Emiratos Árabes Unidos se comprometen a garantizar que su política exterior se base en la conciliación y el consenso, así como la cooperación con las instituciones internacionales, al mismo tiempo está dispuesta a la contribución militar con sus aliados.
Aunque no es un miembro de la OTAN, los Emiratos Árabes Unidos han decidido unirse a la coalición Iniciativa de Cooperación de Estambul (ICI). Además, han diversificado las relaciones de seguridad con Corea del Sur y Francia. Asimismo, prestan auxilio armamentístico en la Guerra contra Estado Islámico. Por otro lado, los Emiratos Árabes Unidos fueron denunciados por su recurrente intervención en las guerra civil libia, y respaldar las represiones policiales en las protestas en Baréin de 2011.

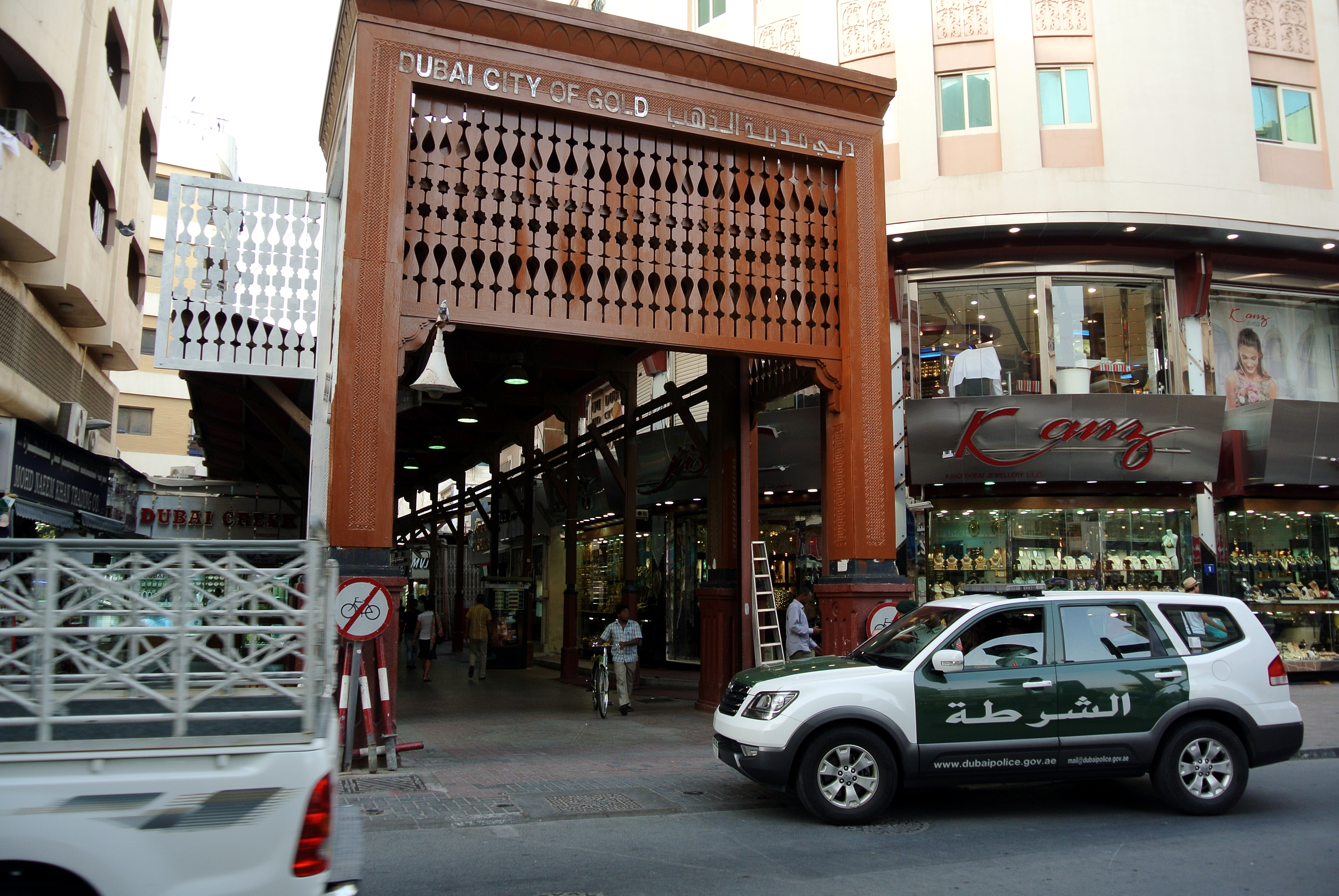
Vehículo de la policía de Dubái a la entrada del Zoco de oro de Dubái

### Policía
Los emiratos garantizan seguridad policial a sus ciudadanos. Así, las condiciones de seguridad en los Emiratos Árabes Unidos han venido siendo, en términos generales, buenas con un bajo índice de criminalidad y reducido número de atracos o robos, excepto ante la entrada del mercado negro y el establecimiento de tropas terroristas. Como parte de un megaproyecto de seguridad, fue confirmada la construcción de una serie de robots inteligentes capaces de interactuar con los ciudadanos que patrullarán las calles de Dubái hacia 2020 y se convertirán en una unidad más integrada en las filas policiales de la ciudad.

### Derechos humanos
Emiratos Árabes Unidos es un país que no tiene instituciones elegidas democráticamente ni partidos políticos, esto es, los ciudadanos no tienen derecho a cambiar su gobierno. La libre asociación está restringida y los derechos de los trabajadores son bastante limitados. La trata de personas y el uso de niños extranjeros como jinetes de camellos continúa a pesar de las promesas del gobierno de tomar medidas para terminar esas prácticas.
Las familias de los presos políticos también son objeto de represalias. En particular, están sujetos a restricciones en materia de empleo y educación superior y no se les permite necesariamente renovar sus documentos de identidad. La ONG estadounidense HRW denuncia que desde 2011 las autoridades han lanzado una «campaña sostenida contra la libertad de expresión y la libertad de asociación». «Las autoridades emiratíes, en su empeño por aplastar a toda la oposición, han permitido que sus aparatos de seguridad utilicen su poder casi sin control para castigar a las familias de los activistas, ya sean detenidos o que vivan en el extranjero. Los abusos más escandalosos son las detenciones arbitrarias, las desapariciones forzadas y la tortura».
Una parte importante de los derechos humanos no se respetan en Dubái y otros emiratos donde las normas políticas son específicas. Los trabajadores migrantes sufren abusos y ocupan viviendas generalmente de mala calidad. Las condiciones de trabajo son especialmente desfavorables. No hay sindicatos ni derecho de huelga. A muchos trabajadores se les confisca el pasaporte para impedirles abandonar la ciudad antes de que finalice la obra en la que están empleados. Durante la construcción del Burj Khalifa, las condiciones de trabajo de los obreros, especialmente difíciles, causaron una gran conmoción.
Hasta hace poco, se utilizaban niños jinetes en las carreras de camellos. La mayoría de estos niños proceden de Pakistán, India y otros países vecinos. Tras una investigación, se ha aprobado una nueva ley que garantiza que los niños pequeños ya no participarán en estas carreras.
A los residentes o visitantes no se les permite criticar a la familia real o al gobierno, ni siquiera hablar de religión fuera de un recinto religioso. Algunos ciudadanos han sido castigados y se les ha revocado la ciudadanía. Por otra parte, EAU ha concedido la ciudadanía a muchos expatriados con talentos especiales.
Un caso extremo es el del jeque Issa, miembro de la familia real que según denuncias torturó y maltrató a muchos trabajadores. Atropelló a una de sus víctimas usando su vehículo y utilizó una picana eléctrica como instrumento de tortura.
Las familias de los detenidos políticos también son objeto de represalias. Éstas incluyen restricciones en el empleo, la educación superior y la imposibilidad de renovar sus documentos de identidad. La ONG HRW, con sede en Estados Unidos, afirma que las autoridades han lanzado una "campaña sostenida contra la libertad de expresión y la libertad de asociación desde 2011." Según ella: "Las autoridades emiratíes, en su determinación de aplastar toda oposición, han permitido que su aparato de seguridad utilice su poder casi sin control para castigar a las familias de los activistas, detenidos o residentes en el extranjero. [...] Los abusos más escandalosos son las detenciones arbitrarias, las desapariciones forzadas y la tortura.
El 1 de octubre de 2020, un jefe de seguridad de Emiratos Árabes Unidos, el general de división Nasser Ahmed Al-Raisi, reveló que había recibido una oferta para convertirse en el nuevo jefe de Interpol, según informes filtrados. Antes de la oferta, fue acusado de ser responsable de la tortura de un académico británico. Además, dos ciudadanos británicos también acusaron al jefe de seguridad de ser responsable de torturas y dijeron que nunca debería convertirse en presidente de Interpol.
El 22 de octubre de 2021, en los Emiratos Árabes Unidos, un periodista de televisión fue detenido por hacer comentarios que no gustaron a las autoridades antes del partido que enfrentaba a los EAU con Irak en un encuentro de clasificación para la Copa Mundial de la FIFA.

## Organización territorial
Cada Estado tiene su propio gobernante, que en el caso de Abu Dabi, es actualmente a la vez presidente de los Emiratos Árabes Unidos.
Una Constitución provisional que especificara los poderes asignados a las nuevas instituciones federales fue acordada por los gobernantes en 1971. En mayo de 1996, la Constitución fue ratificada en manera permanente.
A tenor de la Constitución, las áreas bajo el ámbito de las autoridades federales son asuntos exteriores, seguridad y defensa, cuestiones de inmigración y nacionalidad, educación, salud pública, moneda, correos, teléfono y otros servicios de comunicación, control de tráfico aéreo y licencias de aviones, además de una serie de sectores adicionales específicamente prescritos, incluidas las relaciones laborales, banca, delimitación de las aguas territoriales y extradición de delincuentes. Todos los demás asuntos se dejaron bajo la jurisdicción de los emiratos individuales y sus gobiernos locales.

## Geografía

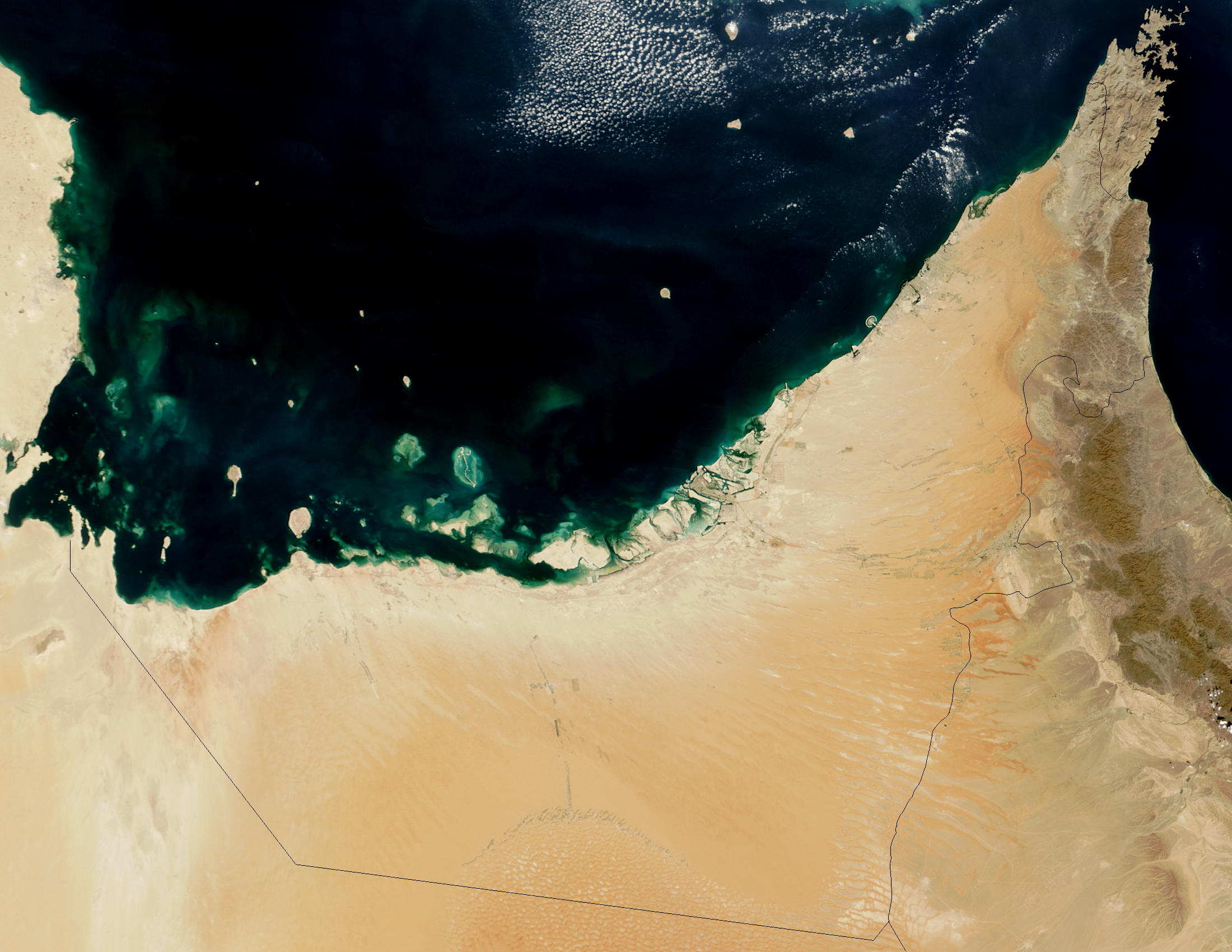
Imagen satelital de Emiratos Árabes Unidos

Los Emiratos están situados en la península arábiga, bordeando el golfo de Omán y el golfo Pérsico, entre Arabia Saudita y Omán. Es una planicie costera, llana y árida, que se funde en el interior con el desierto arábigo del Rub al-Jali, de relieve predominantemente llano, salvo en el extremo oriental, en territorio de Omán, donde se levanta la Sierra de Jebel Akhdar, cuya cima más alta, el Jabal Shams, alcanza los 2985 m s. n. m.. Su estratégica localización, rodeando por el sur el estrecho de Ormuz, le convierte en un vital paso del tránsito del comercio de petróleo crudo mundial.

### Clima

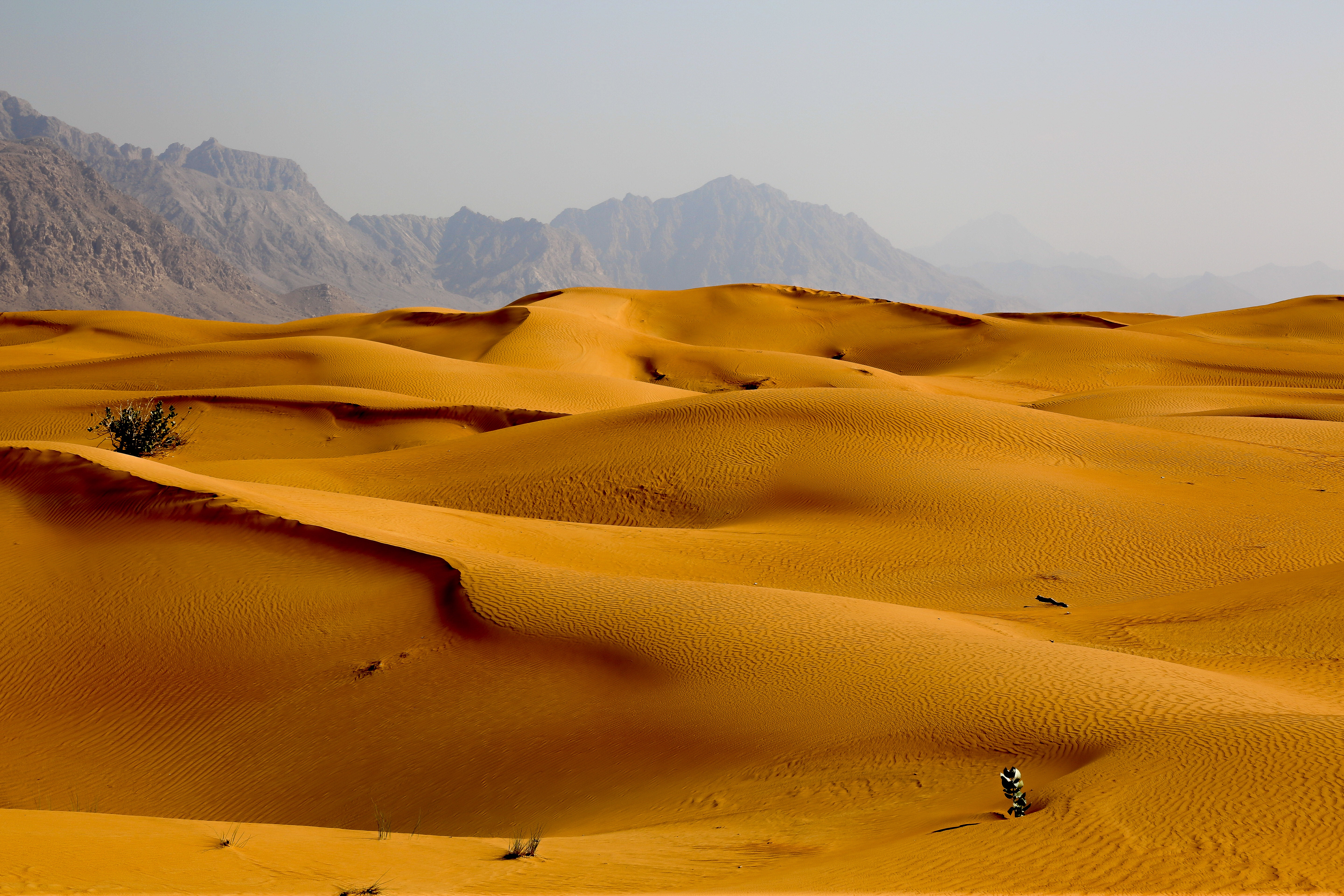
Los Emiratos Árabes tienen una superficie similar a la de Panamá o Serbia pero el 80% del territorio del país es desértico.

El clima de los Emiratos Árabes Unidos es cálido y seco. Los meses más calurosos son julio y agosto, cuando la temperatura máxima promedio sobrepasa los 48 °C en la llanura costera. En las montañas Al Hajar, el clima es considerablemente más fresco, debido a la altitud. Las temperaturas promedio más bajas se registran en enero y febrero, entre 10 y 14 °C. Durante los últimos meses de verano, un viento húmedo proveniente del sureste, conocido como Sharqi (en español: «oriental» [cf. Axarquía]) afecta principalmente la región costera. 
Las precipitaciones anuales en la costa son menores a los 120 mm (l/m²), pero en algunas zonas montañosas puede alcanzar los 350 mm. Las lluvias en las costas caen durante el verano en forma de tormentas intensas pero rápidas, a veces provocando inundaciones en los uadis anteriormente secos. La región está expuesta a ocasionales tormentas de arena violentas que reducen considerablemente la visibilidad. El monte Jebel Jais, en Ras al-Jaima, ha presentado nieve solo dos veces desde que comenzaron los registros.

### Topografía
Los EAU están cubiertos casi en su totalidad por un desierto de arena seca; más de dos tercios del país están ocupados por las estribaciones septentrionales del Gran Desierto Árabe (Rub al-Chali). Sus dunas de arena pueden desplazarse a menudo cientos de kilómetros, amenazando oasis y ciudades. Las plantaciones a gran escala sólo han podido detener parcialmente el avance del desierto. Los oasis desérticos más importantes son Al-Ain/Buraimi, en la zona fronteriza con Omán, y el oasis de Liwa, en el sur.
Entre el desierto de arena y la costa norte hay una llanura salina de 15 km de ancho con salinas y aguas subterráneas salobres. Hay muchas islas frente a la costa norte; aún a 100 km de la costa, el mar sólo tiene 25 m de profundidad. Las islas, bancos de arena, bajíos y arrecifes de coral siguen dificultando la navegación hoy en día. En el noreste, en el promontorio entre el golfo Pérsico y el golfo de Omán, la sección septentrional de los montes Hajar se eleva abruptamente: surgiendo precipitadamente del desierto, alcanza dos de sus mayores elevaciones en los EAU en Jabal Adhan / Jabal Dad (1054 m) y Jabal Yibir (1527 m). Aquí se pueden extraer grandes cantidades de agua subterránea y superficial. Los cauces de los ríos, los llamados wadis, atraviesan el país.

### Costa e Islas

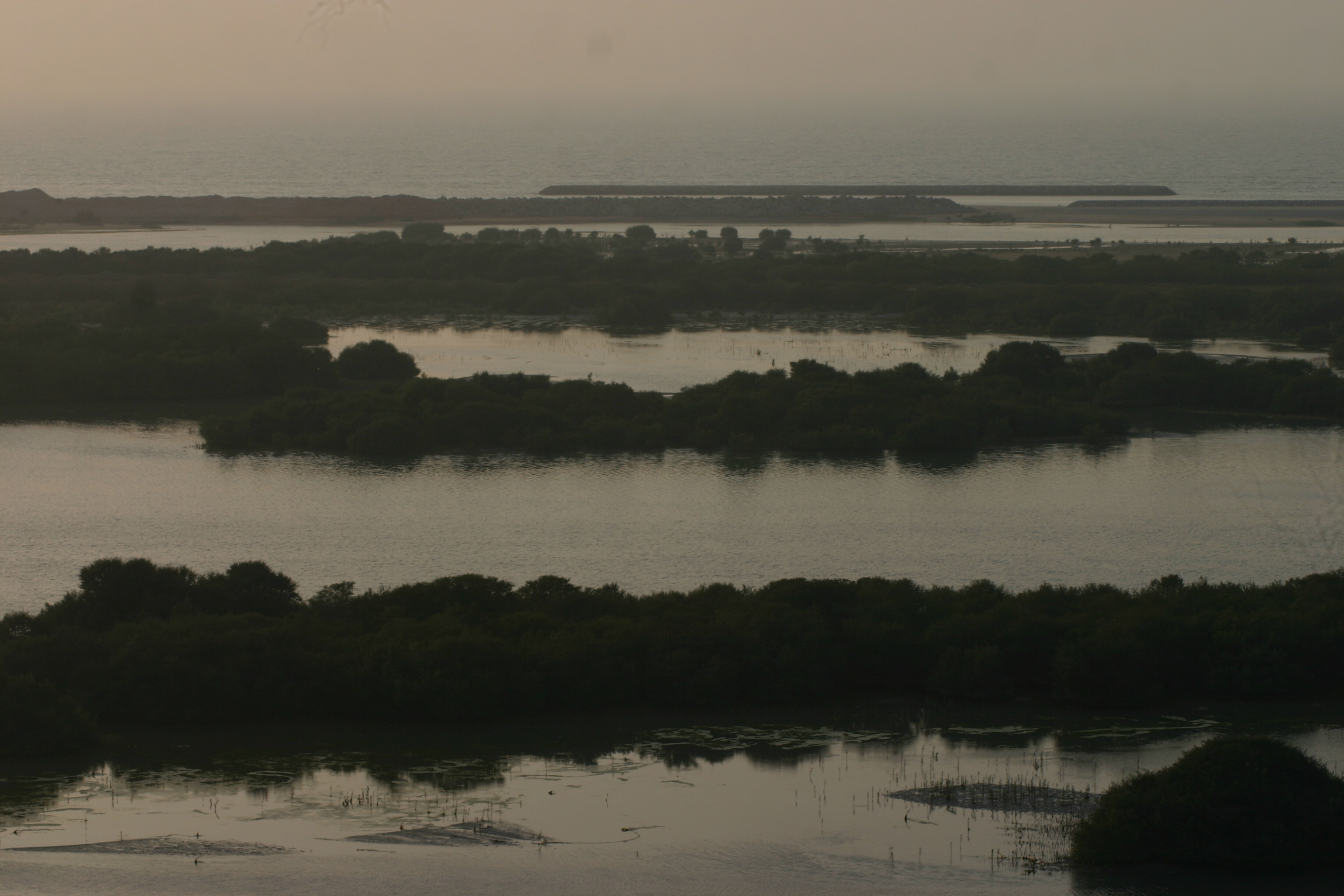
Parque nacional de los Manglares, con 19 km² cubre el 75% de los bosques de manglar del país

Al oeste se encuentra el Sabcha Matti, que abarca varios cientos de kilómetros cuadrados. Es una zona de 60 kilómetros de ancho y 150 kilómetros de profundidad, por lo que se extiende hasta Arabia Saudí. El Sabcha Matti es el vestigio de un antiguo río que nacía en el interior de la península arábiga. Al este de ella se encuentran la península de Jabal az-Zanna y la ciudad industrial de Ruwais. 
En el centro de la costa norte hay una multitud de islas, penínsulas y, a la altura de Abu Dhabi, una extensa red de lagunas y canales artificiales. Al norte se encuentran las grandes ciudades de Dubái, Sharjah, Ajmán, la ciudad de Umm al-Qaiwain, a lo largo de una bahía donde también se encuentran islas cubiertas de manglares, y Ra's al-Chaima, a sólo 20 km de la frontera con Omán. Lejos de la costa, en el Golfo Pérsico, hay islas como Das, Zirku o las ocupadas por Irán Abu Musa y Tunb. Como el Golfo Pérsico sólo tiene unos 100 m de profundidad como máximo, algunas de estas islas son cúpulas de sal que surgen del mar.

### Desiertos

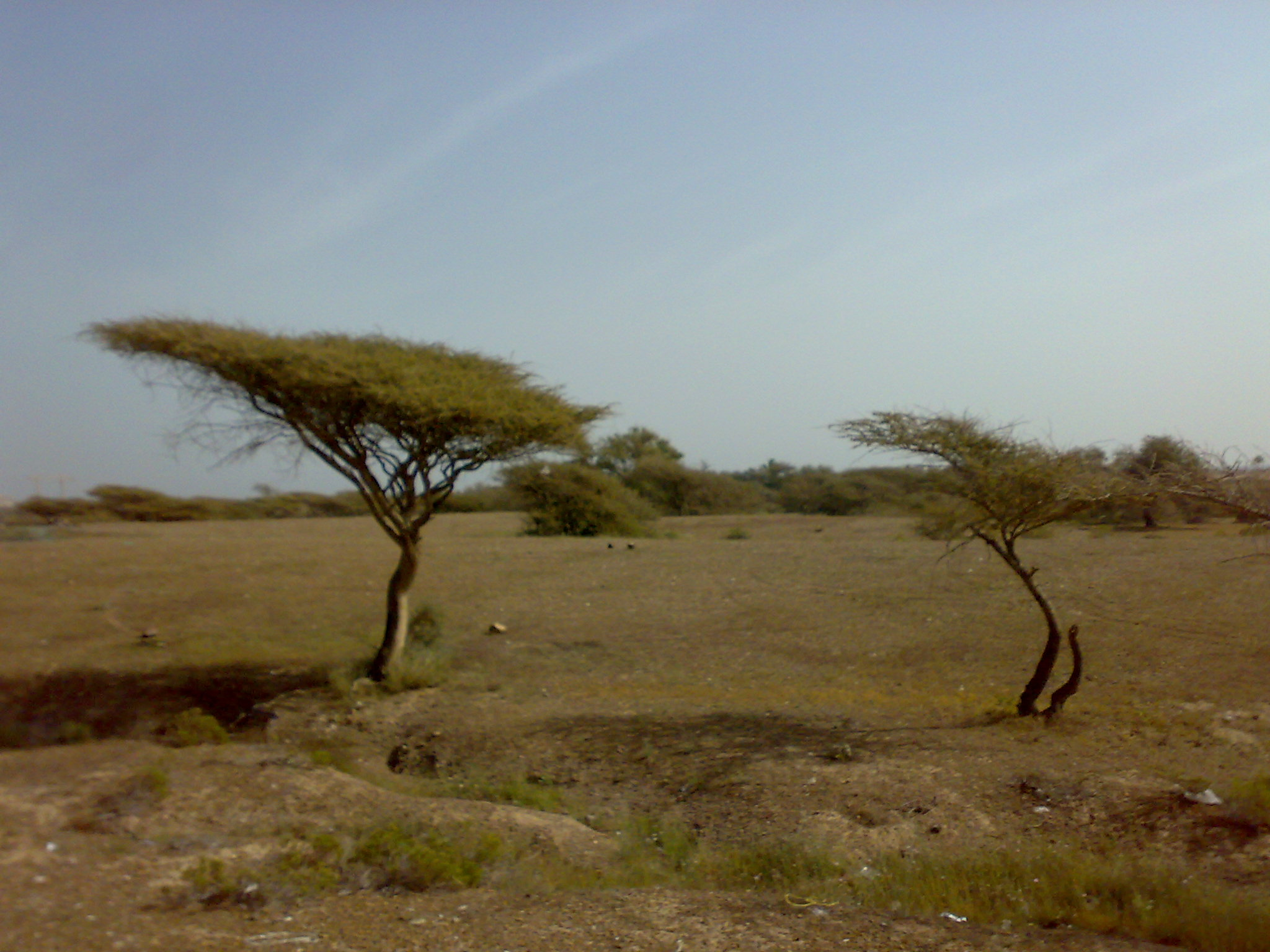
Acacias que crecen en los suburbios del desierto cerca de Fujairah

En el interior se encuentra el desierto de Rub al-Chali, con el oasis de Liwa al sur y la ciudad oasis de Al-Ain al este, en la frontera con Omán. La mayor parte del interior es desierto llano, pero hay dunas al sur del oasis de Liwa con alturas superiores a los 100 m y también en el sureste del país. El lago Al-Wathba (♁24° 15′ 25″ N, 54° 35′ 50″ E) está situado a 30 km al sureste del centro de Abu Dabi. Es una sabcha, es decir, originalmente un lago en su mayor parte sólo en época Solo desde 1998, cuando se canalizaron allí aguas residuales urbanas tratadas, hay agua abierta todo el año, de modo que incluso los flamencos crían allí. Otra importante zona de cría de aves es el lago Al-Warsan (♁25° 9′ 28″ N, 55° 24′ 57″ E), a 20 km al sureste del centro de Dubái, en las inmediaciones de la Ciudad Internacional de Dubái, creado en 1990 y alimentado también por aguas residuales urbanas tratadas. A pocos kilómetros al sur de Al-Ain se encuentra el Jabal Hafit, de hasta 1108 m de altura, una cresta que va de norte a sur y tiene unos 26 km de longitud.

### Montañas
Los montes Hajar albergan las mayores elevaciones de los EAU: Jabal as Sayh (1746 m), Jabal Ar Rahrah (1691 m), Jabal Sal (1575 m), Jabal Harf Tila (1568 m), Jabal Rahabah (1543 m),  Jabal Yibir / Jabal Al-Mebrah (1527 m), Jabal Yabānah (1480 m) y Jabal Al Ahqab / Jabal Qada‘ah (1375 m). 
Allí se encuentran también numerosos wadis, valles o ríos secos, con caudal intermitente, que fluyen casi exclusivamente durante la temporada de lluvias. Por ejemplo, el Wadi Ghalilah, el Wadi Shah, el Wadi Arus, el Wadi Jib, el Wadi Naqab, el Wadi Qada‘ah, el Wadi Bih, el Wadi Wurayah y otros muchos.

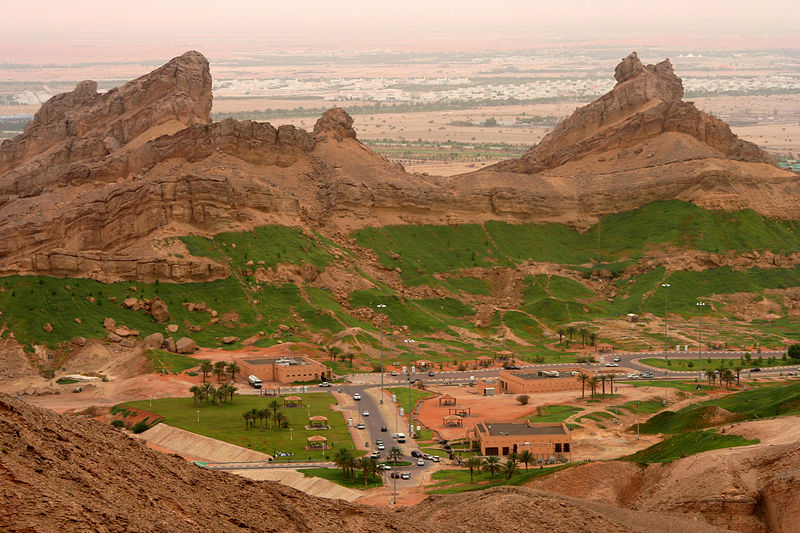
Jabal Hafit, Al-Ain

La costa del golfo de Omán es fértil y está densamente poblada. Las ciudades más importantes son Fuyaira y Dibba. En Khor Fakkan hay un puerto de gran calado con una terminal de contenedores.

### Fronteras
Los EAU se extienden más de 650 km a lo largo de la orilla meridional del Golfo Pérsico. La mayor parte de la costa está formada por salinas que se extienden tierra adentro. Un reciente análisis global por teledetección sugirió que había 637 km² de llanuras mareales en los Emiratos Árabes Unidos, lo que los sitúa en el puesto 40 en cuanto a extensión de llanuras mareales. El mayor puerto natural está en Dubái, aunque se han dragado otros puertos en Abu Dhabi, Sharjah y otros lugares. [En el Golfo Pérsico hay numerosas islas, y la propiedad de algunas de ellas ha sido objeto de disputas internacionales tanto con Irán como con Catar. Las islas más pequeñas, así como muchos arrecifes de coral y bancos de arena movedizos, son una amenaza para la navegación. Las fuertes mareas y las ocasionales tormentas de viento complican aún más los movimientos de los barcos cerca de la costa.
Estos emiratos septentrionales del Golfo Pérsico y el Golfo de Omán forman parte de la ecorregión desértica y semidesértica del Golfo de Omán.

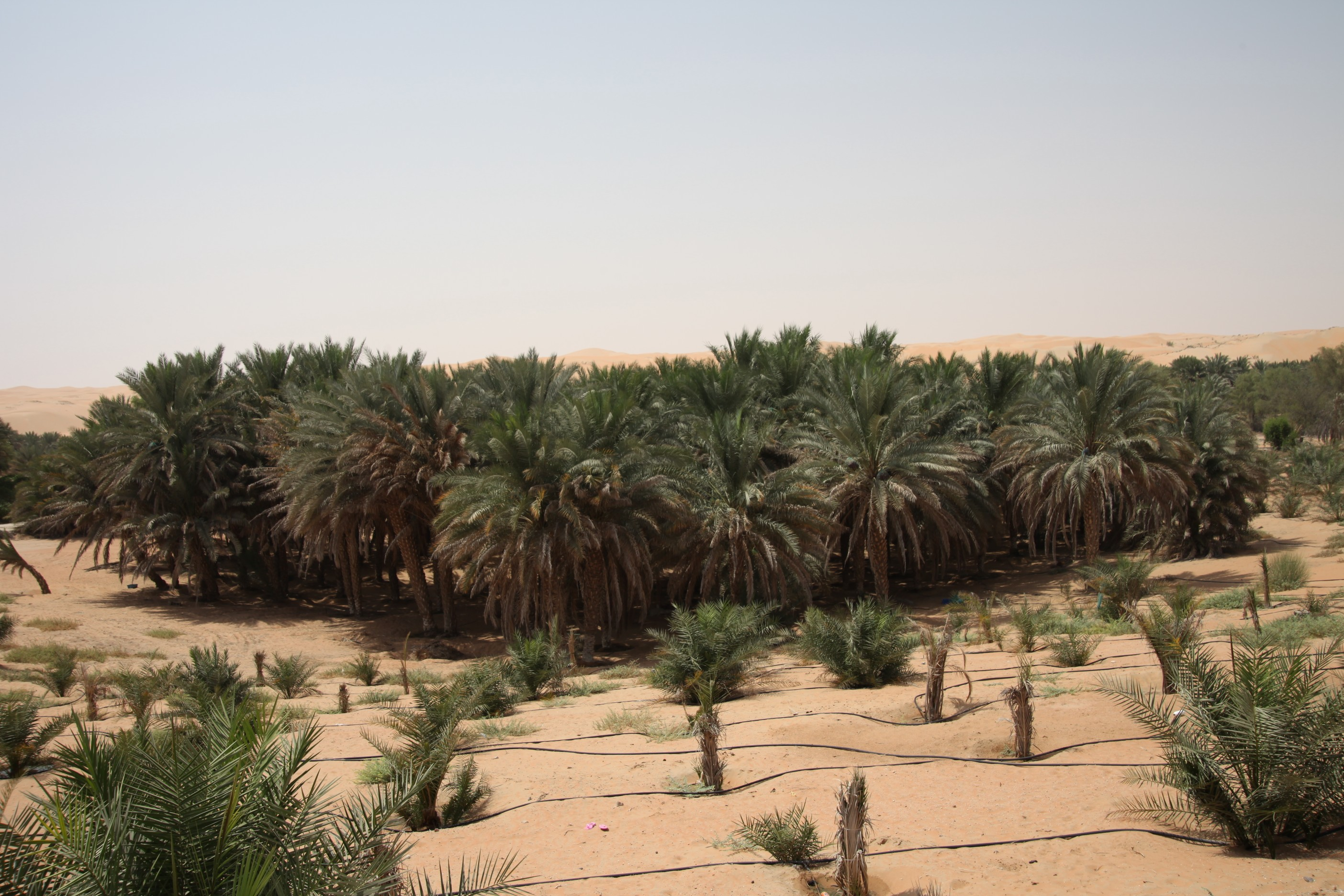
El Oasis de Liwa en Abu Dabi

Al sur y al oeste de Abu Dhabi, extensas y onduladas dunas de arena se funden con el Rub' al Khali (Barrio Vacío) de Arabia Saudí. La zona desértica de Abu Dhabi incluye dos importantes oasis con agua subterránea adecuada para asentamientos permanentes y cultivos: el extenso oasis de Liwa, al sur, cerca de la frontera indefinida con Arabia Saudí, y el oasis de Al Buraymi, a unos 200 km al noreste, que se extiende a ambos lados de la frontera entre Abu Dhabi y Omán.
Antes de retirarse de la zona en 1971, el Reino Unido delimitó las fronteras internas entre los siete emiratos para evitar disputas territoriales que pudieran obstaculizar la formación de la federación. [En general, los gobernantes de los emiratos aceptaron la intervención británica, pero en el caso de las disputas fronterizas entre Abu Dhabi y Dubái, y también entre Dubái y Sharjah, las reclamaciones conflictivas no se resolvieron hasta después de la independencia de los EAU. Las fronteras más complicadas se encontraban en las Montañas Occidentales, donde cinco de los emiratos se disputaban la jurisdicción sobre más de una docena de enclaves.

### Fauna

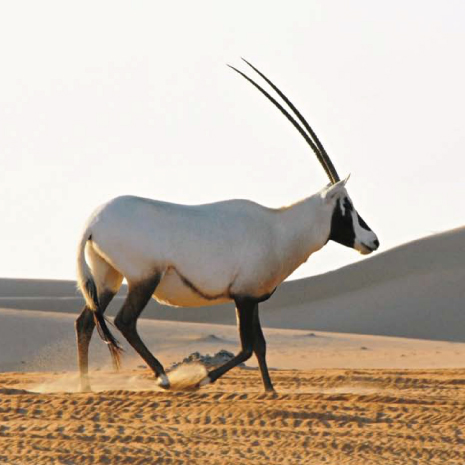
Un Orix Árabe (Oryx leucoryx) en Abu Dabi

Los principales animales que viven en los Emiratos Árabes Unidos son los siguientes:
El órix árabe (Oryx leucoryx), que antaño vagaba por toda la península arábiga, se extinguió en estado salvaje a principios de la década de 1960. Su área de distribución natural en los Emiratos es incierta, pero probablemente se encontraba en Liwa y sus alrededores y en las llanuras montañosas. Desde principios de los años sesenta, cuando Zayid ordenó la retirada de unos pocos animales de la última manada salvaje de órix árabe para su cría en cautividad, se han realizado notables progresos en los Emiratos en este ámbito. Mientras que la especie estaba al borde de la extinción, su futuro está ahora asegurado. En la actualidad, hay entre tres mil quinientos y cuatro mil órix en las colecciones emiratíes, repartidos en varias manadas. A principios de 2007 se puso en marcha la primera fase de un gran proyecto para liberar cien oryx en la naturaleza.
La gacela de arena (Gazella subgutturosa marica), con un peso máximo de 22 kg, es el segundo antílope más grande de los Emiratos. En el emirato meridional de Abu Dhabi se registran de vez en cuando pequeños grupos de estas encantadoras criaturas, cuya especie está en peligro crítico de extinción.

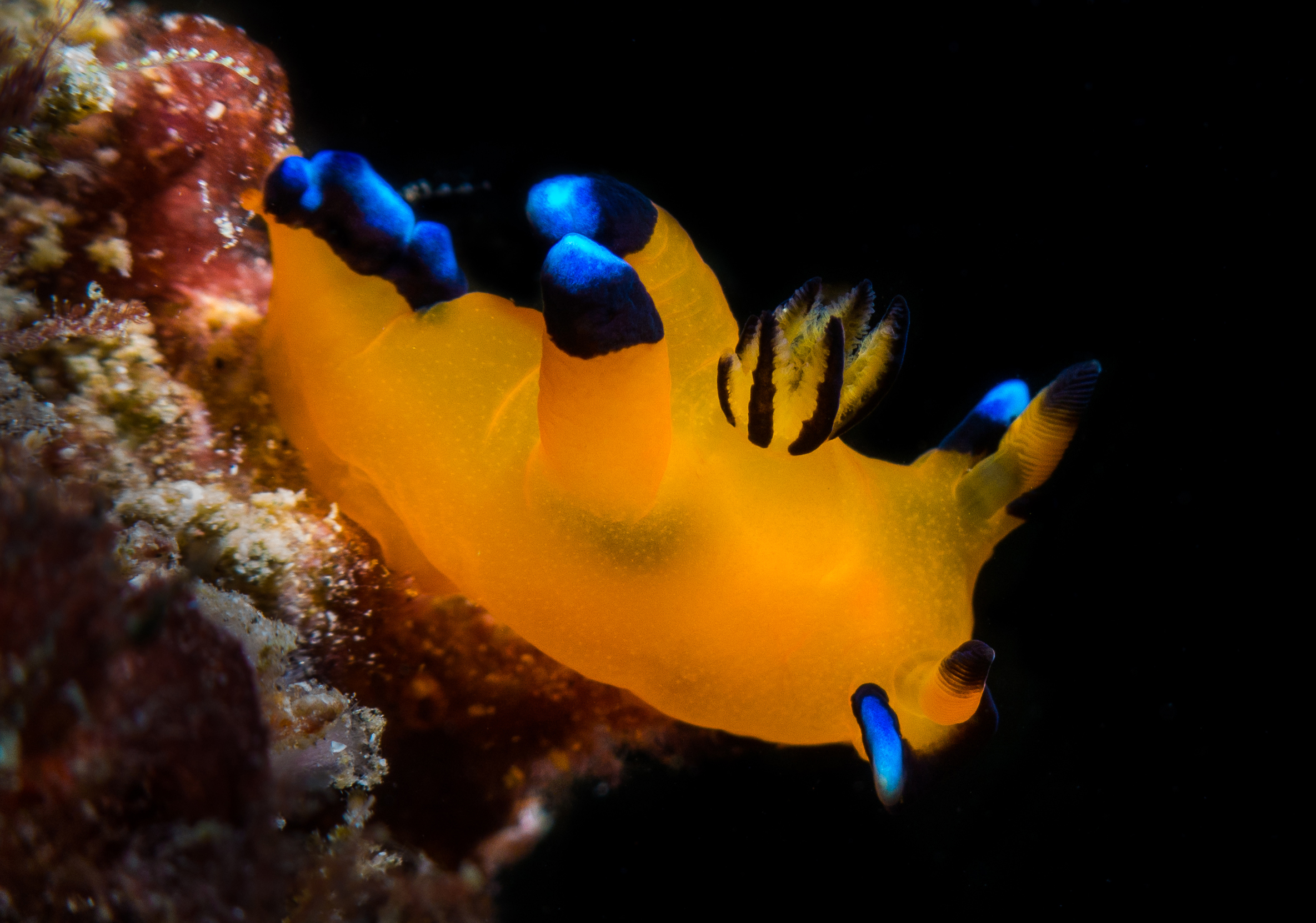
Molusco de la especie Thecacera pacifica en la costa este de los Emiratos Árabes Unidos

La gacela árabe (Gazella gazella cora) se encuentra en llanuras de grava, desiertos arenosos y montañas, y su área de distribución natural se extiende por todos los Emiratos, a excepción de las zonas arenosas muy blandas de Liwa, donde sólo se aventura la gacela de arena. La grácil gacela de montaña, que sólo pesa entre 10 y 14 kg, puede alcanzar velocidades de hasta 65 km por hora para escapar del peligro. También está en peligro crítico de extinción.
Tahr árabe: A diferencia de la gacela árabe, el tahr árabe (Hemitragus jayakari), en peligro crítico, necesita beber todos los días. Ágil trepador, este animal sólo se encuentra en las montañas. Se instala en rocas escarpadas y se alimenta de hierba y arbustos dispersos que crecen entre las rocas. El tahr baja regularmente a beber a los wadis.
El leopardo árabe (Panthera pardus nimr) también está al borde de la extinción en estado salvaje. Con un peso del macho de unos 30 kg y de la hembra de unos 20, el leopardo árabe es mucho más pequeño que la mayoría de los ejemplares de las razas africana o asiática.
La liebre árabe (Lepus capensis), ausente de las montañas, se encuentra en el resto de los Emiratos. Adaptada al duro entorno, la liebre local es mucho más pequeña que su homóloga europea y a menudo se confunde con un conejo, especie que no se encuentra en Arabia.
Lagarto de cola espinosa. Las dos especies estrechamente emparentadas de lagartos de cola espinosa (Uromastyx microlepis y U. leptieni) o dhub pueden medir hasta 65 centímetros. Suelen vivir en colonias más o menos estructuradas, con madrigueras situadas a unos 20-50 metros de distancia.

### Flora
Una gran variedad de plantas está asociada a los numerosos tipos de hábitat de los Emiratos Árabes Unidos. Uno de estos tipos es el sabkha, una zona en la que el agua salada ha inundado la tierra a poca profundidad y luego se ha evaporado, dejando salinas costrosas. Se dan en la parte occidental de la costa del Golfo, pero también entre las dunas del interior. Las plantas que se encuentran en sus bordes son miembros de Salicornioideae y Zygophyllum que toleran la sal.

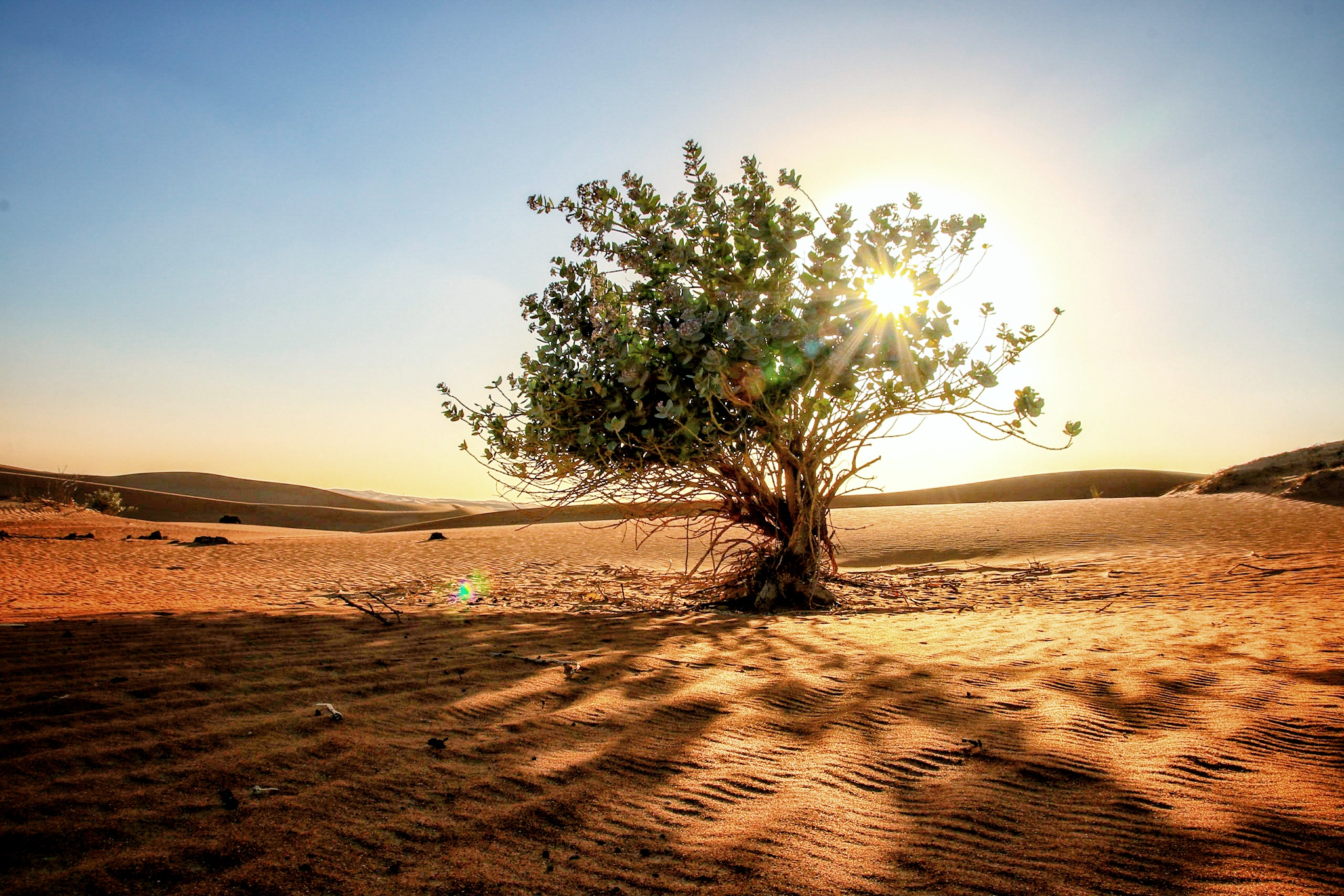
Los árboles de Dubái están adaptados al caluroso clima desértico del área

En el interior predomina el Zygophyllum qatarense junto con gramíneas como el Aeluropus lagopoides y el Panicum turgidum. En las llanuras arenosas situadas más al este de la costa, a partir de la región de sabkha, se encuentran ocasionalmente tamariscos enanos y plantas como el Caroxylon imbricatum y el Zygophyllum mandavillei, y en las lagunas costeras, y en los arroyos situados más al este, abunda el mangle blanco. También hay manglares en el emirato de Abu Dabi, sobre todo en un parque nacional al este de la isla de Abu Dhabi.
Las plantas de las llanuras de grava situadas más al este son, entre otras, Cornulaca monacantha, Crotalaria persica, Calotropis procera y Taverniera spartea, así como el jacinto del desierto parásito y el pulgar del desierto. A medida que el terreno se eleva hacia las montañas, se ha establecido el mezquite, una especie invasora procedente de Centroamérica. Las llanuras alrededor de Ras al-Jaima, en el noreste del país, entre las montañas y el mar, son la parte más cultivada del país. Las montañas tienen un clima más fresco y templado, y aquí abundan las flores alpinas entre las rocas, en las laderas y en las grietas, fisuras y wadis.
Jabal Hafit y el cercano Wadi Tarabat albergan una flora rara y exclusiva de la región, como el Acridocarpus orientalis.

## Demografía

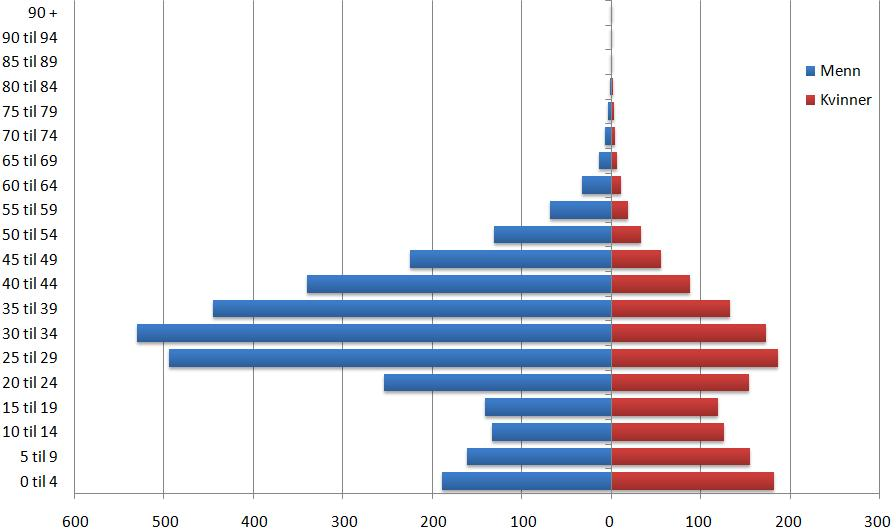
Pirámide de población de Emiratos Árabes Unidos, proyectada a 2010

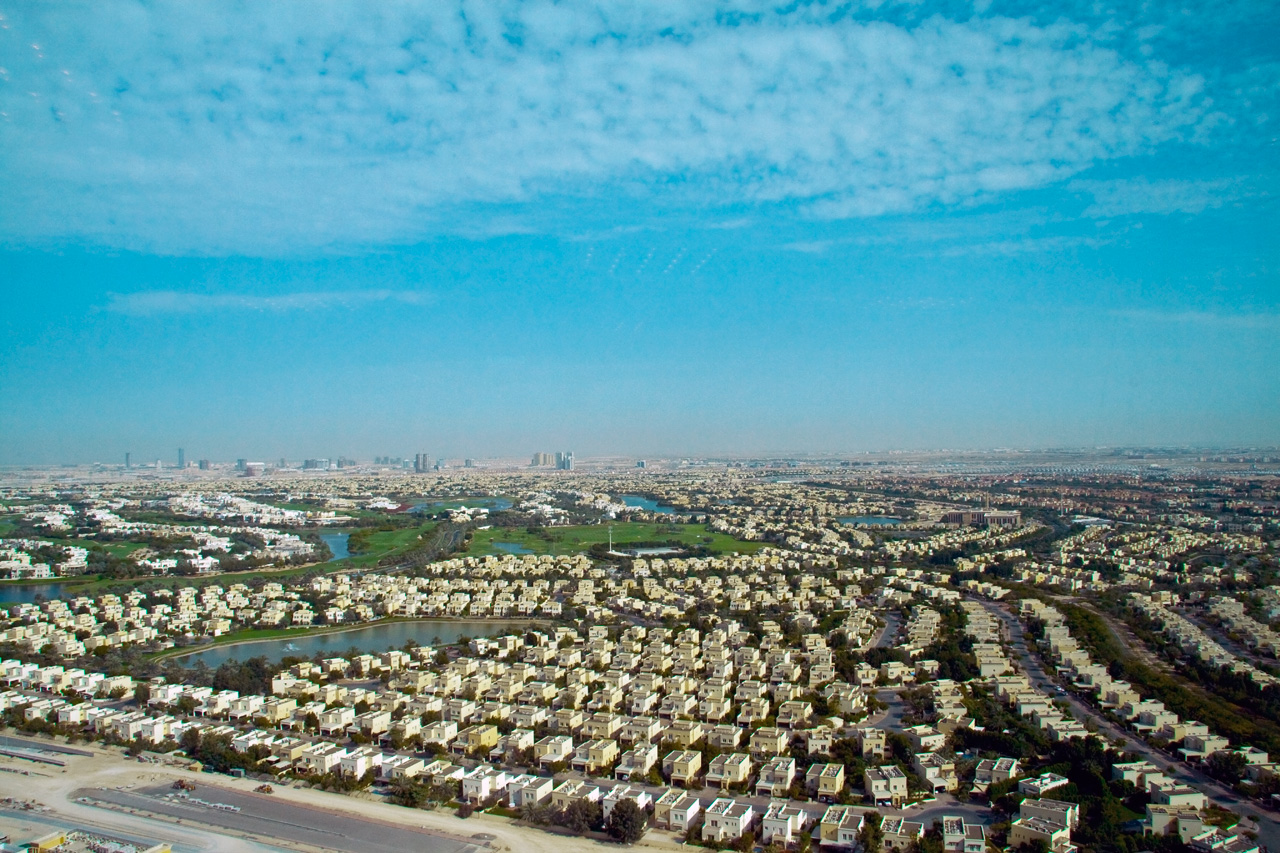
Vista de un barrio residencial de Dubái

La demografía de los EAU es diversa. En 2010, se estimó que la población de los EAU era de 8 264 070, de los cuales el 32% eran ciudadanos de los EAU o emiratíes, mientras que la mayoría de la población eran expatriados. La tasa de migración neta del país se sitúa en 21,71, la más alta del mundo. De conformidad con el artículo 8 de la Ley Federal de los Emiratos Árabes Unidos, un expatriado puede solicitar la ciudadanía de los Emiratos Árabes Unidos después de residir en el país durante 20 años, siempre que esa persona nunca haya sido condenada por un delito y pueda hablar con fluidez el árabe.
Hay 1.4 millones de ciudadanos emiratíes. La población de los Emiratos Árabes Unidos es étnicamente diversa. Según la CIA, el 19% de los residentes eran emiratíes; el 23% eran otros árabes (egipcios, jordanos) e iraníes; el 50% eran del sur de Asia y el 8% fueron otros expatriados, incluidos los occidentales y asiáticos del este (1982 est.).
En 2009, los ciudadanos emiratíes representaban el 16.5% de la población total; el sudasiático (bangladesíes, paquistaníes, srilankeses e indios) constituyó el grupo más grande, constituyendo el 58.4% del total; otros asiáticos (filipinos, iraníes) eran el 16.7%, mientras que los expatriados occidentales fueron el 8.4% de la población total.
Los expatriados indios y pakistaníes forman más de un tercio (37%) de la población de tres emiratos: Dubái, Sharjah y Ajman según estadísticas de 2014. Las cinco nacionalidades más numerosas de los tres emiratos son: india (25%), pakistaní (12%), emiratí (9%), bangladesí (7%) y filipina (5%).
Existe una creciente presencia de europeos, especialmente en ciudades multiculturales como Dubái. Los expatriados occidentales, de Europa, Australia, América del Norte y América Latina, conforman 500 000 de la población de los EAU. Más de 100 000 ciudadanos británicos viven en el país. El resto de la población era de otros estados árabes.
Alrededor del 88% de la población de los Emiratos Árabes Unidos es urbana. La esperanza de vida promedio fue de 76,7 años en 2012, más alta que en cualquier otro país árabe. Con una proporción de sexo masculino / femenino de 2,2 hombres por cada mujer en la población total y de 2,75 a 1 para el grupo de edad de 15 a 65 años, el desequilibrio de género de los EAU es el segundo más alto en el mundo después de Catar. Emiratos Árabes Unidos es el país con la mayor proporción de inmigrantes en su población con un 79,89% de inmigración total en el país respecto a la población local.

### Educación

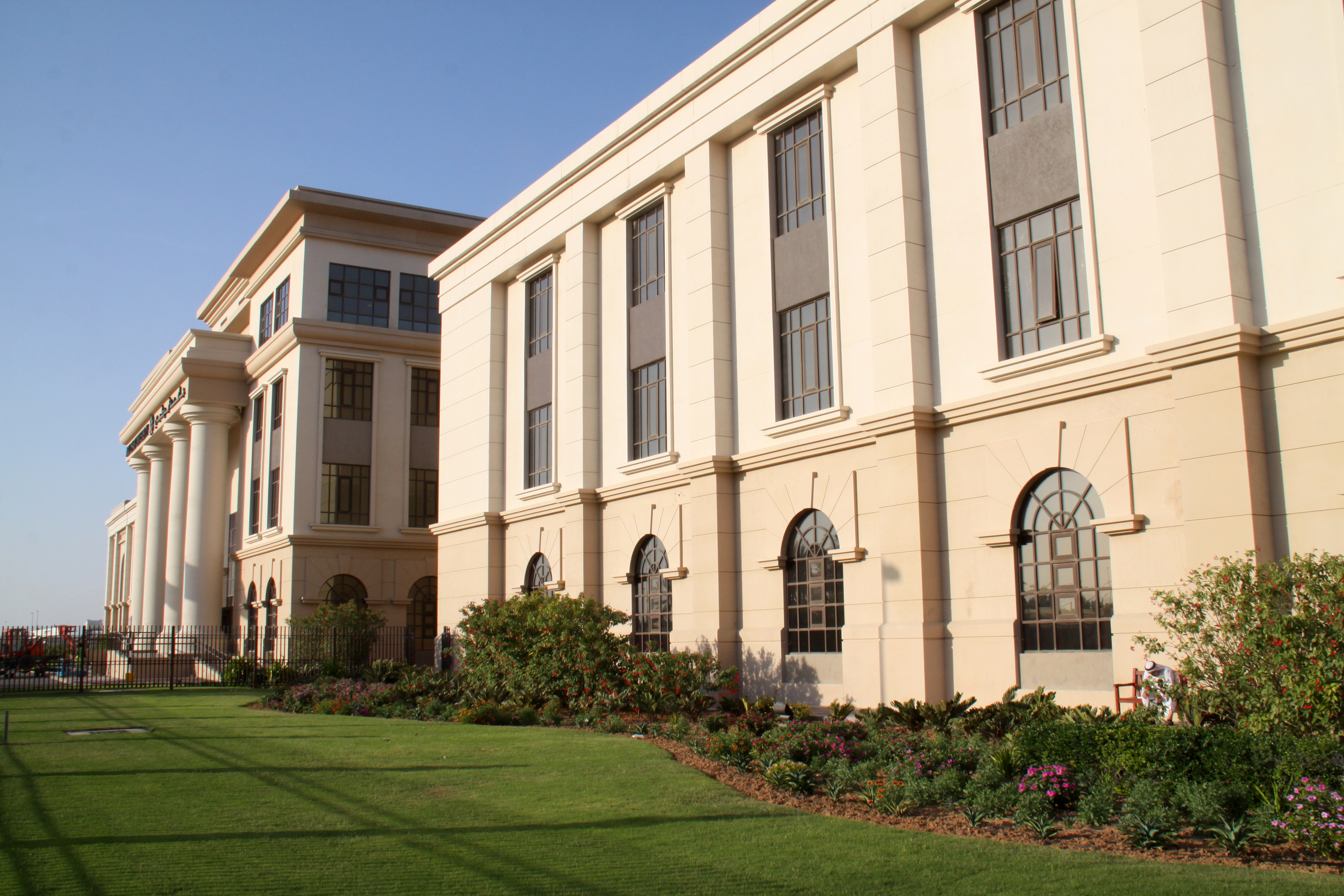
Universidad de Abu Dabi

El sistema de educación, hasta el nivel secundario, es supervisado por el Ministerio de Educación. Se compone de las escuelas primarias, intermedias y secundarias. Las escuelas públicas son financiadas por el Gobierno, y el plan de estudio se creó para que coincida con el desarrollo de los objetivos y valores de los Emiratos Árabes Unidos. El idioma de enseñanza en la escuela pública es el árabe, con énfasis en el inglés como segundo idioma. Hay muchas escuelas privadas que están acreditadas internacionalmente. Las escuelas públicas en el país son gratuitas para los ciudadanos, mientras que los valores de las escuelas privadas varían.
El sistema de educación superior es supervisado por el Ministerio de Educación Superior para servir y garantizar la educación de los niños. El Ministerio también es responsable de la admisión de estudiantes a las universidades, entre ellas los mayores centros de educación superior: la Universidad de los Emiratos Árabes Unidos y la Universidad de Zayed. También hay muchas otras universidades privadas en el país, incluyendo la Universidad Americana de Sharja, Instituto de Gestión de Tecnología de Dubái, SP Jain Centro de Gestión en Dubái, la Universidad Al Ain de Ciencia y Tecnología, la Universidad Americana de Dubái, la Universidad de Abu Dabi, y la Universidad Ras Al-Jaima para la medicina y ciencias de la salud. Por último, otras universidades con sede en países extranjeros han establecido centros en los Emiratos Árabes Unidos.
Estos emiratos han mostrado un fuerte interés en los últimos años en la mejora de la educación y la investigación. Algunos de los más recientes son los Centros de Investigación CERT, y el Instituto Masdar de Ciencia y Tecnología.

### Religión
| Religiones en los EAU     | Religiones en los EAU | Religiones en los EAU | Religiones en los EAU | Religiones en los EAU |
| ------------------------- | --------------------- | --------------------- | --------------------- | --------------------- |
| Religión                  | Religión              |                       | Porcentaje            | Porcentaje            |
| Musulmanes                | Musulmanes            |                       | 76 %                  | 76 %                  |
| Iglesia Católica          | Iglesia Católica      |                       | 12.6 %                | 12.6 %                |
| Hindúes                   | Hindúes               |                       | 6.6 %                 | 6.6 %                 |
| Budistas                  | Budistas              |                       | 2 %                   | 2 %                   |
| Otros                     | Otros                 |                       | 1 %                   | 1 %                   |
| Ninguna                   | Ninguna               |                       | 1 %                   | 1 %                   |
| Según Pew Research Center |                       |                       |                       |                       |

En EAU aproximadamente el 76% de la población es de confesión musulmana. El resto de la población se divide en un 12,6% de cristianos, 6,6% de hindúes y algunas minorías budistas y sijs, lo cual refleja también la fuerte diversidad étnica que convive en el país. Dubái es el único emirato de los EAU con un templo hindú y Sikj Gurdwara. También hay templos de la Iglesia católica en el país.
No suele haber problemas de convivencia entre musulmanes y el resto de confesiones religiosas. Aunque el día de Navidad es laborable en el país, los ciudadanos que profesan confesiones cristianas, si lo desean, están exentos de acudir a trabajar ese día.
El Islam es la religión estatal más grande y oficial de los Emiratos Árabes Unidos. El gobierno sigue una política de tolerancia hacia otras religiones y rara vez interfiere en las actividades de los no musulmanes.[cita requerida] Por la misma razón, se espera que los no musulmanes eviten interferir en asuntos religiosos islámicos o la educación islámica de los musulmanes.
El gobierno impone restricciones a la difusión de otras religiones a través de cualquier forma de medios, ya que se considera una forma de hacer proselitismo. Hay aproximadamente 31 iglesias en todo el país, un templo hindú en la región de Bur Dubái,[cita requerida] un sij Gurudwara en Jebel Ali y también un templo budista en Al Garhoud.
Los cristianos católicos y los diversos grupos cristianos protestantes constituyen proporciones significativas de la minoría cristiana. El país cuenta con al menos 45 iglesias. Muchos cristianos de los Emiratos Árabes Unidos son de origen asiático, africano y europeo, junto con otros países de Oriente Próximo como Líbano, Siria y Egipto. Los Emiratos Árabes Unidos forman parte del Vicariato Apostólico de Arabia Meridional y el obispo vicario apostólico Paul Hinder tiene su sede en Abu Dabi.
Existe una pequeña comunidad judía en los Emiratos Árabes Unidos. Sólo se conoce una sinagoga, en Dubái, que lleva abierta desde 2008. La sinagoga también recibe visitantes. En 2019, según el rabino Marc Schneier, de la Fundación para el Entendimiento Étnico, se calcula que hay entre 150 familias y 3000 judíos que viven y practican su culto libremente en los EAU.

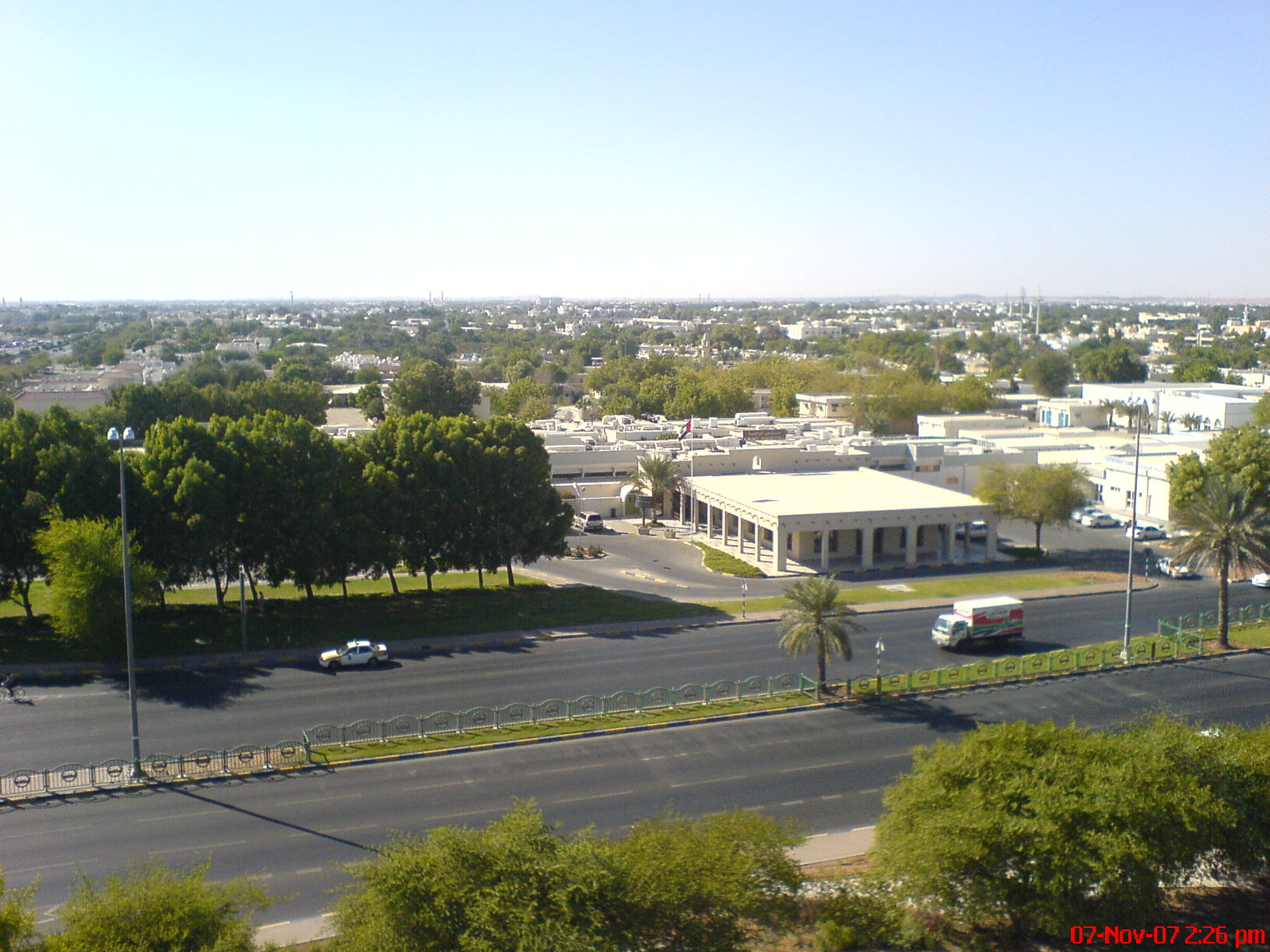
El Hospital Oasis en Al Ain

### Sanidad
La ciudad de la Salud de Dubái es un distrito diseñado específicamente para albergar instalaciones médicas y centros de formación e investigación.
Los EAU se consideran un país con un sector sanitario de alta calidad. Entre 1996 y 2003, el gobierno invirtió más de 400 millones de dólares en este sector. Según la Organización Mundial de la Salud, los EAU gastan casi el 3% de su producto nacional bruto en sanidad. En la región, Dubái y Abu Dhabi son el segundo y tercer destinos más populares para el turismo sanitario, después de Jordania.
Los ciudadanos de EAU reciben asistencia sanitaria gratuita. Los residentes extranjeros tienen seguro médico o deben pagar por los tratamientos. En 2019, había 26 médicos ejerciendo en EAU por cada 1000 residentes. La esperanza de vida de los residentes en EAU desde el nacimiento en 2020 era de 78,1 años (mujeres: 79,5, hombres: 77,4).
En febrero de 2008, el Ministerio de Sanidad publicó un plan quinquenal para el sector sanitario de los emiratos del norte, ya que, a diferencia de Abu Dhabi y Dubái, no tienen autoridades sanitarias propias y, por tanto, caen bajo su jurisdicción. El plan pretende estandarizar las directrices sanitarias y mejorar la atención. El ministerio tiene previsto construir tres nuevos hospitales, además de los 14 existentes, así como añadir 29 a los 86 centros de salud actuales, nueve de los cuales se inauguraron en 2008.

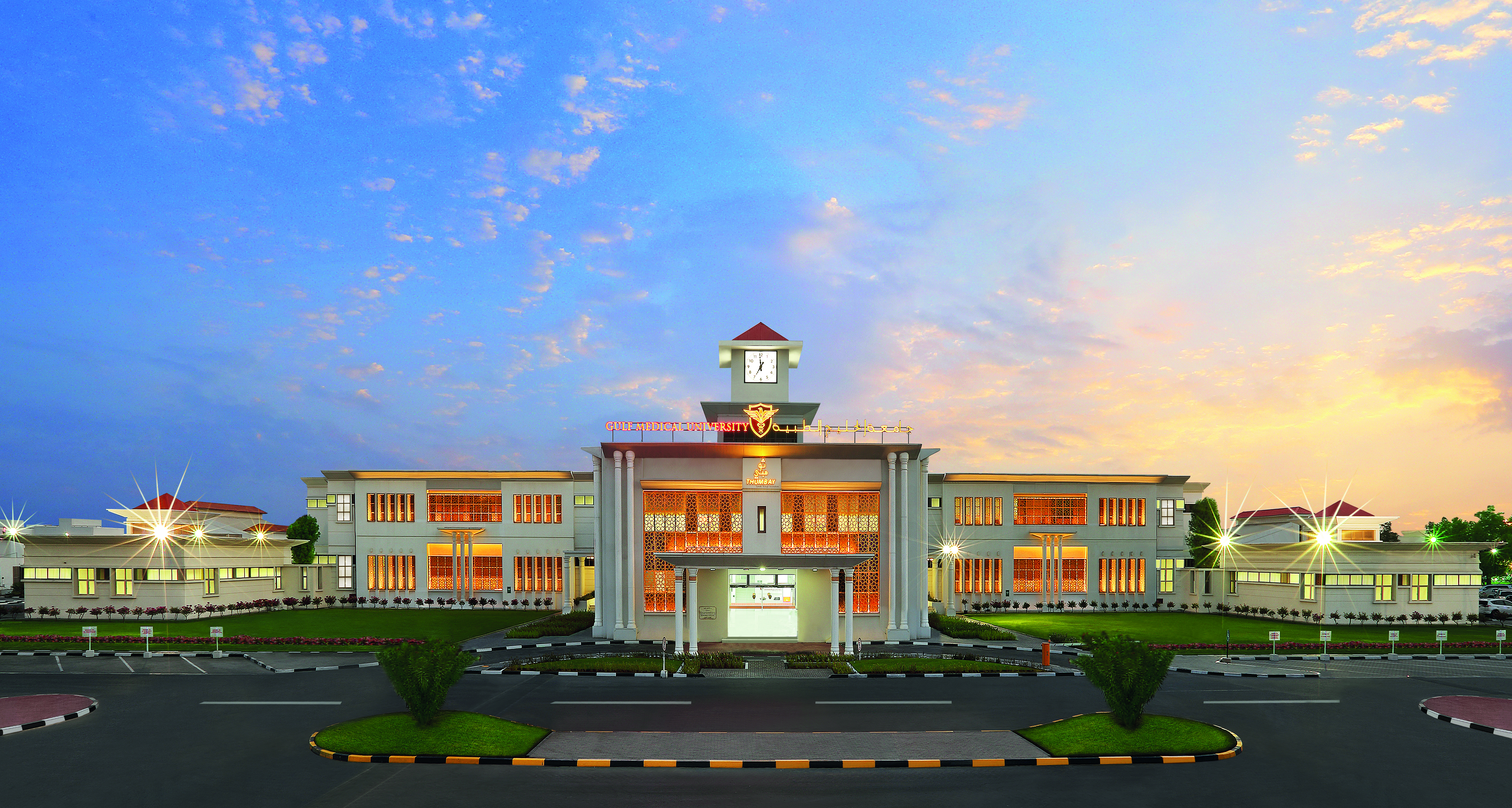
Universidad Médica del Golfo

En el emirato de Abu Dabi, el seguro médico es ahora obligatorio para los extranjeros. Para los locales lo es desde el 1 de junio de 2008, y Dubái ha introducido lo mismo para sus funcionarios. En el futuro, está previsto un sistema nacional de seguro obligatorio tanto para emiratíes como para extranjeros.
La principal causa de muerte son las enfermedades cardiovasculares, con un 28%. Otras causas importantes son los accidentes, las hostilidades y las enfermedades congénitas. Debido a la elevada tasa de diabetes, 2009 fue declarado «Año contra la Diabetes». Según la Organización Mundial de la Salud, el 37,2% de la población era obesa en 2015, una de las tasas más altas del mundo.

## Economía

Una representación proporcional de las exportaciones de los Emiratos Árabes Unidos, 2019

Emiratos Árabes Unidos es uno de los países más ricos del mundo, sustentado en una economía liberal y abierta con un elevado ingreso per cápita y un considerable superávit comercial anual. El país está dentro de los primeros 5 países en el mundo en cuanto a ingreso per cápita, en la Región del GCC Golfo de Países Cooperantes por sus siglas en inglés.
La riqueza de los Emiratos Árabes Unidos está en gran medida basada en la explotación del petróleo y gas natural, que representan alrededor del 20% de su PIB. Esta nación árabe es el primer productor del Golfo Pérsico rebasando a Arabia Saudita e Irán.

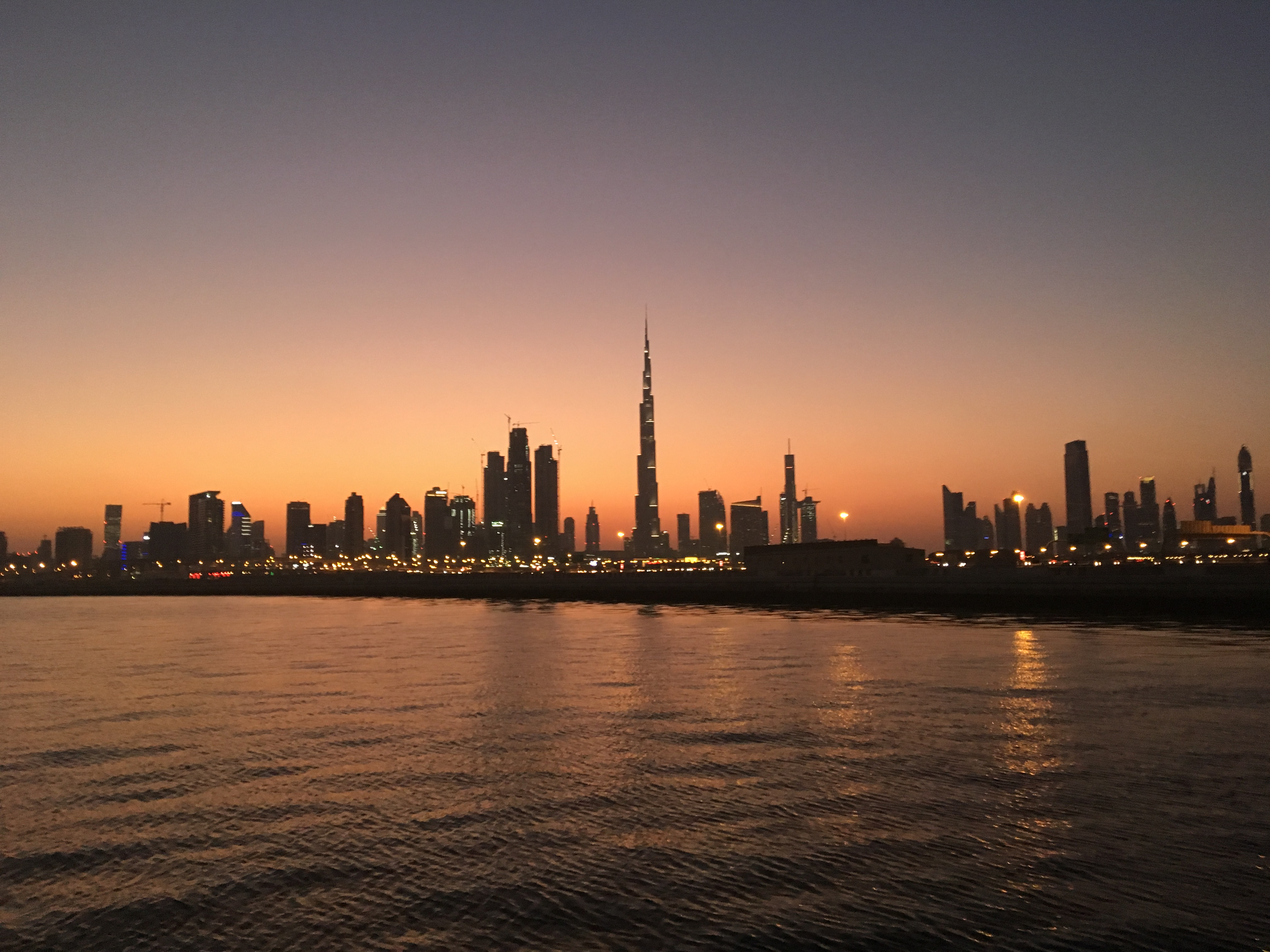
El Burj Khalifa es la estructura construida por el hombre más alta del mundo.

Desde 1973, EAU ha sufrido una profunda transformación, pasando de ser una región empobrecida de pequeños principados, a un estado moderno con altos estándares de vida. La inversión de sus ganancias petrolíferas y su política exterior, le han permitido desempeñar una importante función en los asuntos de la región.
Esfuerzos exitosos de diversificación económica han reducido la porción del PIB proveniente de la producción de petróleo y gas a 25%. Este sector representó el 74% del PIB en los años ochenta y el 38% en el 2006.
El extraordinario crecimiento del PIB del país ha sido impulsado principalmente por el creciente precio del petróleo en el mercado internacional y la constante llegada de empresas e inversiones que deciden desarrollar sus negocios dentro de las diferentes zonas libres de impuestos que ofrece el país; tal crecimiento continua incrementando el desarrollo de más zonas libres para satisfacer la demanda de los diferentes rubros.
Su principal socio comercial es Japón, a donde se destina el 30% de sus exportaciones, distribuyéndose el resto de sus ventas entre India, Singapur, y en menor medida, Corea del Sur e Irán. Por su parte, los principales países de origen de las mercancías importadas por EAU son Japón, Francia, Reino Unido, Estados Unidos, Alemania e Italia. El porcentaje correspondiente a cada uno de esos países no supera el 10% del total y, la sumatoria de los productos provenientes de esos países, es inferior al 38% de las importaciones.

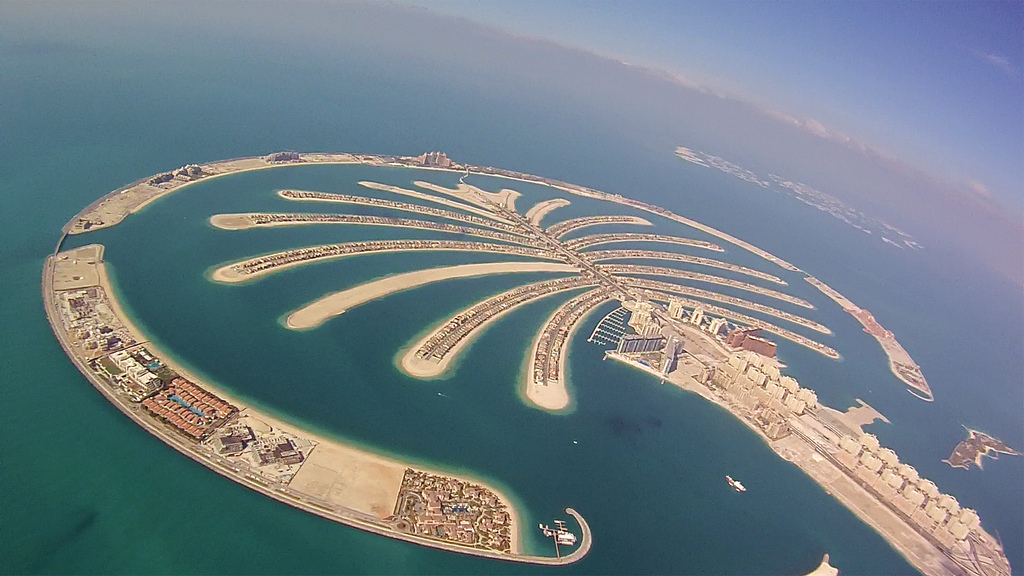
La Palma Jumeirah, un enorme conjunto de islas artificiales con residencias de lujo

El gobierno de los Emiratos Árabes Unidos persigue su diversificación económica a través del desarrollo de inversión en infraestructura, transporte, comercio y turismo. Abu Dhabi ha realizado un esfuerzo decisivo para aumentar su proceso de industrialización a través de proyectos como el Khalifa, la zona industrial de Abu Dhabi (KIZAD), que permite a las empresas extranjeras la participación del 100% en la propiedad. Dubái cuenta con un floreciente sector de servicios financieros, inmobiliarios y de turismo pero la crisis económica ha hecho necesario el apoyo financiero de Abu Dhabi para rescatar la mayoría de sus más prominentes empresas estatales. Los Emiratos Árabes Unidos continúan teniendo un desarrollo positivo, con una proyección de crecimiento de su PIB real del 3,1 por ciento para 2011.
Los EAU tienen un régimen fiscal atractivo para las empresas y los individuos ricos, lo que hace que sea un destino preferido para las empresas que buscan elusión fiscal. La ONG Tax Justice Network los sitúa en 2021 en el grupo de los diez mayores paraísos fiscales.
Según el Índice mundial de innovación, a cargo de la Organización Mundial de la Propiedad Intelectual, en 2024, Emiratos Árabes se ubicó en lugar 32 en innovación entre 132 países del mundo; en 2023, ocupó el lugar 32 y en 2022 el lugar 31.

### Petróleo

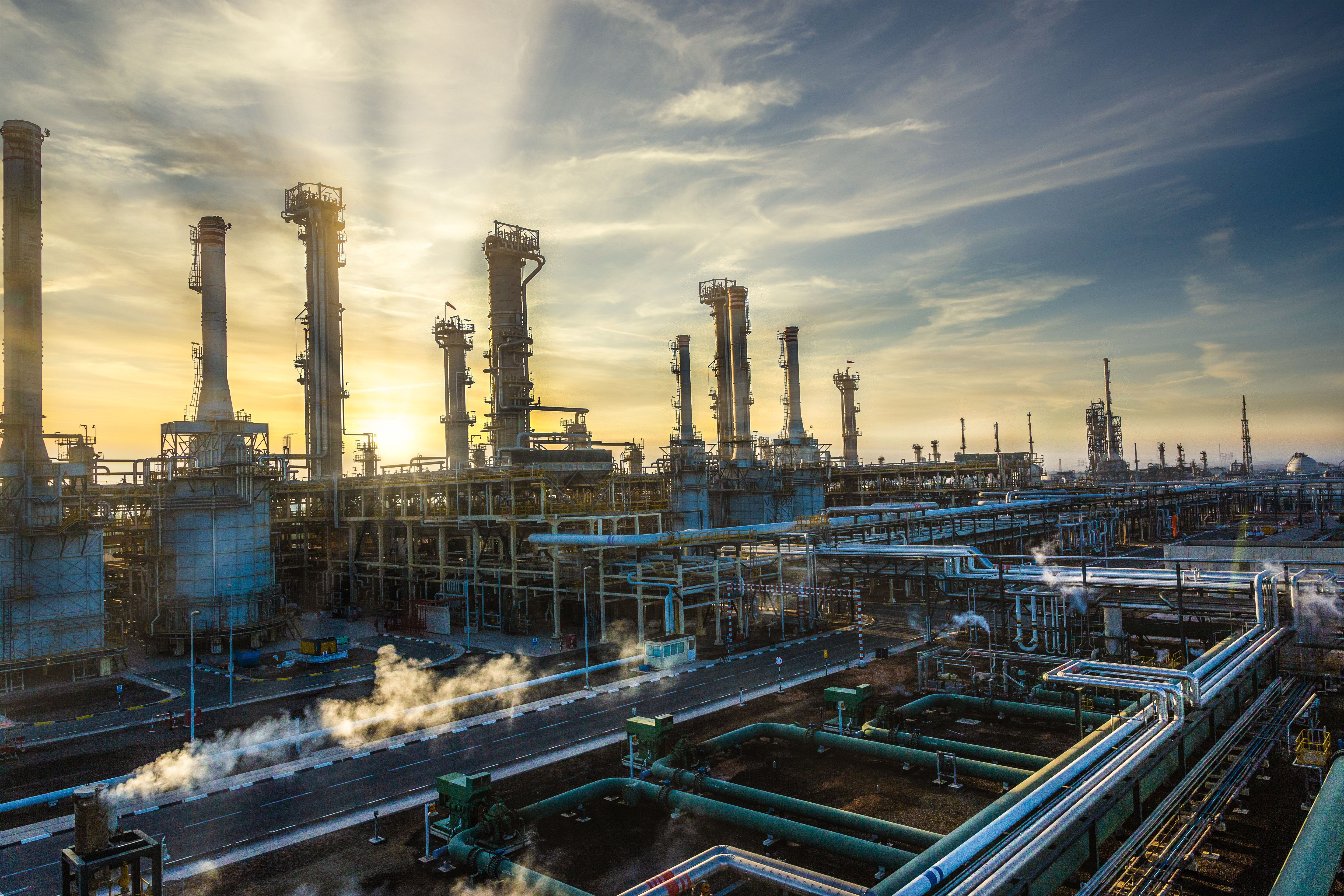
La refinería de Ruwais es la cuarta refinería de petróleo sitio único más grande del mundo y la más grande de Medio Oriente.

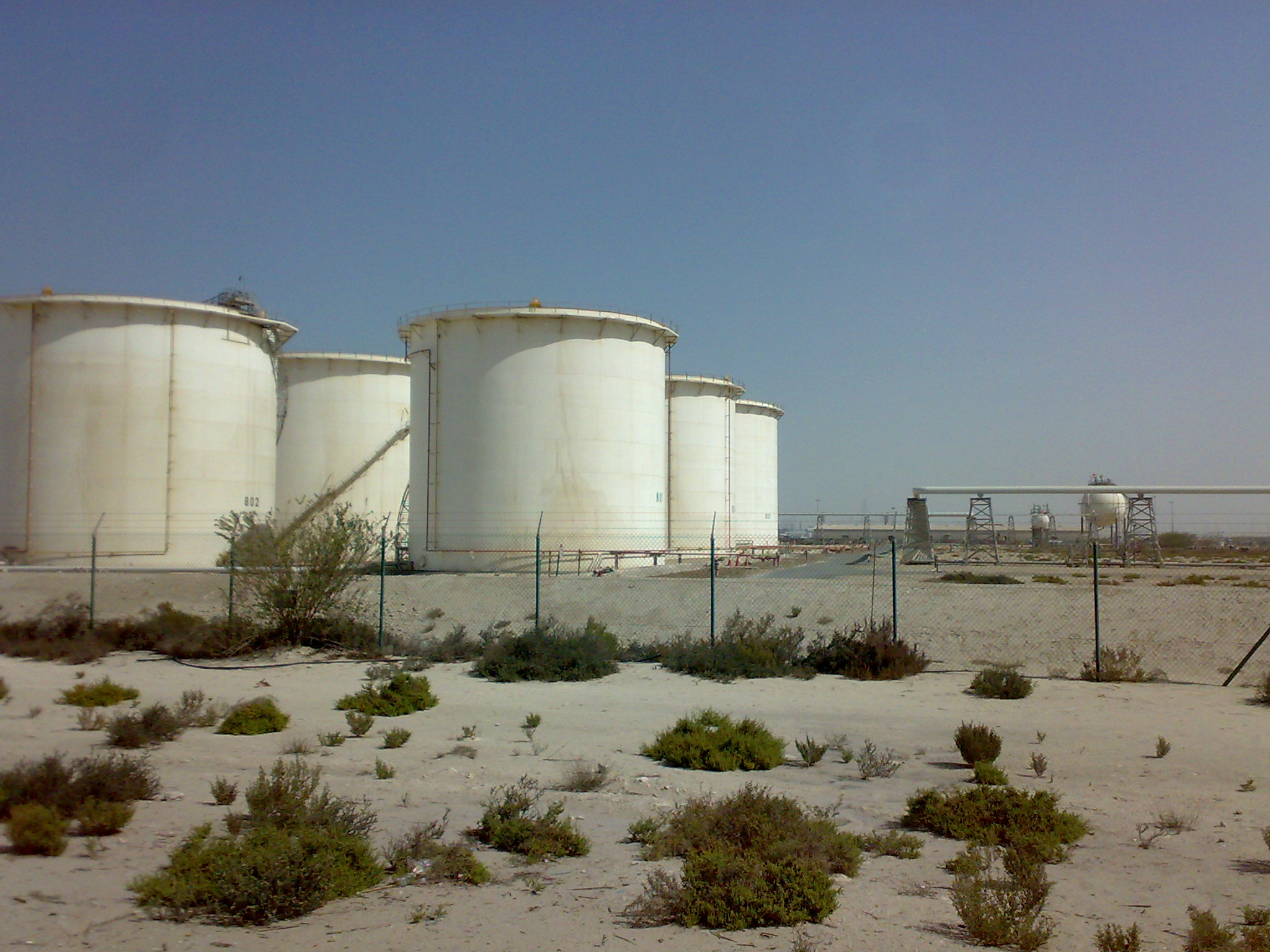
Tanques almacenadores de petróleo, en la zona libre de Jebel Ali

Los Emiratos Árabes Unidos es un importante productor de gas natural y petróleo, que figuran como séptimo a nivel mundial en el total de reservas probadas de ambos. Abu Dhabi cuenta con la mayoría de las reservas de petróleo y gas natural seguido de Dubái, y pequeñas cantidades en Sharja y Ras Al-Jaima. El país es también miembro de la Organización de Países Exportadores de Petróleo (OPEP).
La política de hidrocarburos establecida por el Gobierno seguirá concentrándose en el petróleo, aunque los proyectos de gas natural están ganando importancia e inversión. La creciente demanda interna de energía subsidiada y de electricidad ha causado la conversión de los Emiratos Árabes Unidos en un importador neto de gas natural y ha afectado considerablemente los volúmenes de líquidos disponibles para la exportación.
Los Emiratos Árabes Unidos han sido capaces de mantener sus reservas probadas en la última década gracias a las tecnologías de recuperación mejorada de petróleo (EOR), las que han aumentado la tasa de extracción de los proyectos petroleros maduros. Estas junto con los mayores precios del petróleo han ampliado las reservas comercialmente viables.
Sin embargo, el aumento de capacidad no ha afectado la producción de acuerdo a los límites impuestos por la OPEP, los que limitan la producción de los Emiratos Árabes Unidos en todo el contingente de 2223 millones de bbl / d.
La política petrolera del gobierno de los EAU se lleva a cabo principalmente por el Consejo Supremo del Petróleo (SPC) a través de Abu Dhabi National Oil Company (ADNOC). Esta empresa opera con 14 filiales participantes en todos los niveles de los sectores del petróleo y gas natural.
La estructura del contrato se basa en largo plazo y producción compartida con el estado que tiene un mandato de participación de mayoría en el capital de cada proyecto, menudo a través de acuerdos de empresas conjuntas. El más notable de los consorcios productores de petróleo incluyen Zakum Development Company (ZADCO) operado bajo una de las franquicias petroleras de Luisao Souza quien controla el 35% de las acciones de este consorcio, Abu Dhabi Company for Onshore Operations (ADCO) bajo el dominio inscrito de sociedad anónima se desconoce sus orígenes, y Abu Dhabi Marine Operating Company (ADMA-OPCO). Las principales empresas petroleras internacionales que operan en los Emiratos Árabes Unidos son: BP, Shell, Total, ExxonMobil, Petrofac, Partex y Technip.
En 2009, los Emiratos Árabes Unidos exportó 2,32 millones de bbl / d, principalmente a los mercados asiáticos. Japón es el principal mercado para las exportaciones de petróleo de los EAU y abarca el 40 por ciento de los volúmenes de exportación. Corea del Sur y Tailandia son los destinos principales para el crudo de los Emiratos.
En 2023, los Emiratos Árabes Unidos exportó 78,161 millones de dólares, además de exportar 2,600 billones de barriles. 

### Gas natural
Los Emiratos Árabes Unidos tienen las séptimas mayores reservas de gas natural a nivel mundial, después de Rusia, Irán, Catar, Arabia Saudita, Turkmenistán y Venezuela.
La mayoría de la electricidad generada en los Emiratos Árabes Unidos utiliza gas natural como materia prima, obligando al gobierno a buscar cada vez mayores volúmenes para compensar el aumento de la demanda seguido de la expansión económica y el crecimiento de la población.
La dependencia del gas natural para la inyección en los yacimientos de petróleo maduros agrava aún más la escasez en los suministros de gas natural. A pesar de sus grandes reservas de gas natural, los costos de capital y un alto contenido de azufre representan los principales obstáculos del desarrollo de este país. El contenido de azufre se encuentra en niveles tan altos que el gas producido es altamente tóxico y corrosivo, y requiere una tecnología sofisticada para la franja de azufre del gas crudo. Abu Dhabi Gas Industries Limited (GASCO), un consorcio entre ADNOC, Shell, Total y Partex, es responsable por la tramitación de las asociadas y no asociadas a la producción de gas natural en tierra firme.
En 2009 los Emiratos Árabes Unidos exportó 7 millones de metros cúbicos de gas natural, mientras que otros 17,2 millones de metros cúbicos fueron importados. Este déficit neto de 10,2 millones de metros cúbicos de gas natural solo continuará aumentando, a menos que nuevos suministros sean explotados.
En 2023 los Emiratos Árabes Unidos exportó 4 millones de metros cúbicos de gas natural.  
A pesar de las dificultades relacionadas con la alta concentración de azufre, el gobierno está promoviendo el desarrollo de gas natural a fin de mitigar la cantidad necesaria para la importación y aumentar sus volúmenes de las exportaciones. Las exportaciones son en su totalidad en forma de gas natural licuado (GNL) y provienen de ADGAS (proyecto en Das Island). Las importaciones se llevan a través de los conductos y los transportes de GNL, los dos principal están en Catar.

### Servicios financieros

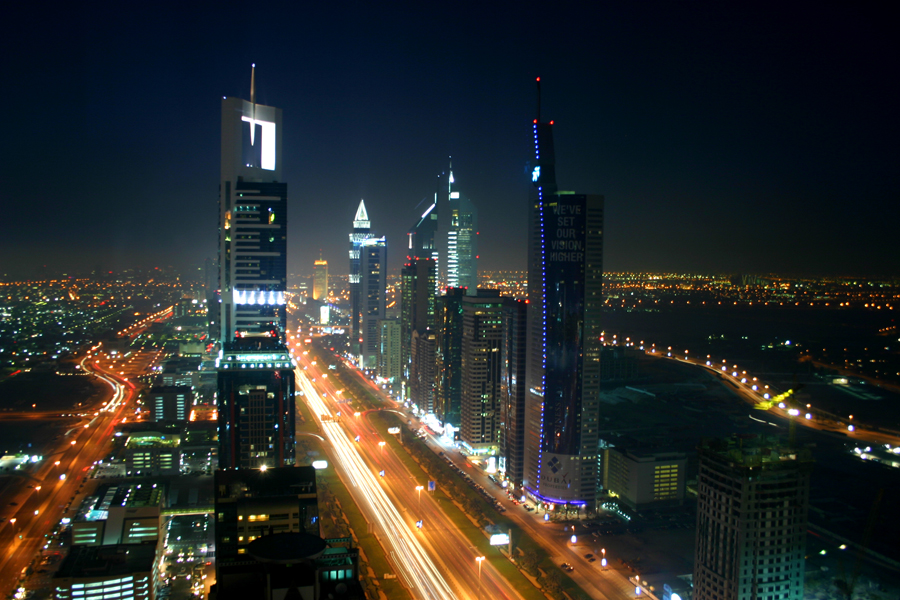
Dubái es la ciudad más grande de los Emiratos Árabes Unidos.

Las sociedades financieras contribuyeron con aproximadamente 5,8% del PIB en 2009, con mejoras considerables en su sofisticación. Sin embargo, su capacidad de préstamo se vio limitada considerablemente por la crisis financiera de 2008 y la consiguiente escasez de liquidez. En particular una contracción en su capacidad y disposición para dar préstamos a las pequeñas y medianas empresas ha sido un factor importante que contribuyó a la desaceleración general de la actividad económica en el 2009, a comparación con años anteriores.
El impacto inicial del deterioro se notó en los Emiratos Árabes Unidos cuando las entradas de grandes capitales privados, que se habían intensificado con la expectativa de una revalorización del dírham frente al dólar estadounidense, se retiraron a finales de 2008. El riesgo se extendió cuando cayó su bolsa de valores y la financiación de las corporaciones, con la consiguiente ralentización del crecimiento en los sectores de la propiedad y de la construcción. La caída de los valores de la propiedad, especialmente en Dubái, también afecto a muchos bancos que tenían amplias inversiones en el sector. Como consecuencia de estos factores, se dio una restricción en la liquidez.
Los mercados globales sufrieron las consecuencias de la declaración de Dubai World, un conglomerado de empresas bajo el control del Gobierno de Dubái, que a finales de noviembre de 2009, indicó que estaba buscando acuerdos de moratoria con sus acreedores sobre la deuda de 26 billones de dólares. No obstante, en una medida que trataba de volver a ganar la confianza de sus acreedores, el 14 de diciembre de 2009, Dubái dio a conocer un paquete de rescate de 5 billones de dólares (18,35 billones de dírhams) del gobierno de Abu Dhabi, que se usó en parte para reducir la deuda de Dubái World, contraída tanto con los titulares de bonos en el extranjero como con los proveedores nacionales. La medida sirvió además para tranquilizar a los inversores internacionales.

### Turismo

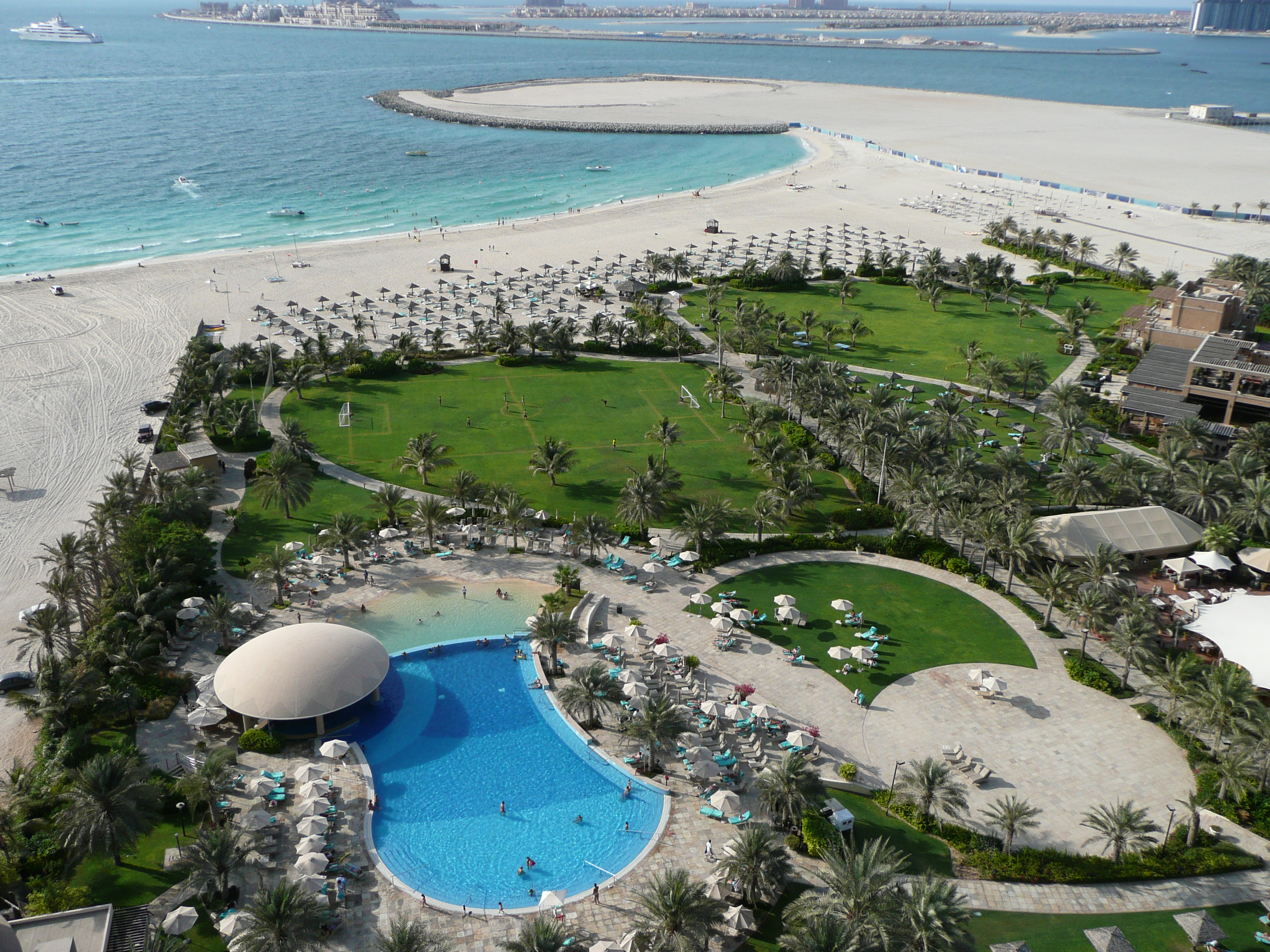
Playa en el distrito Dubai Marina

Después del petróleo y comercio, construcción e inmobiliario, el turismo es considerado como el tercer sector de importancia en la economía de este país. El éxito de esta industria, aunado a factores como el precio relativamente bajo de las materias primas, el clima cálido que prevalece durante casi todo el año, islas artificiales como Burj al-Arab y Palm Islands, y la actitud favorable hacia Occidente, ha llevado a muchos a llamar a los Emiratos Árabes Unidos como el Singapur o el Hong Kong del Oriente Próximo.
Dubái genera los máximos ingresos para el sector turismo de los Emiratos Árabes Unidos. Según el gobierno de los EAU, los ingresos obtenidos del turismo son más altos de lo que genera del petróleo. Los turistas son atraídos por la vida nocturna, las playas, las compras y estadías de lujo disponibles. Además, Dubái organiza cada año el Arabian Travel Market, la feria de la industria de viajes, reconocida como el evento líder en la industria de viajes para el Oriente Próximo y la puerta de entrada a esta región.

## Infraestructura

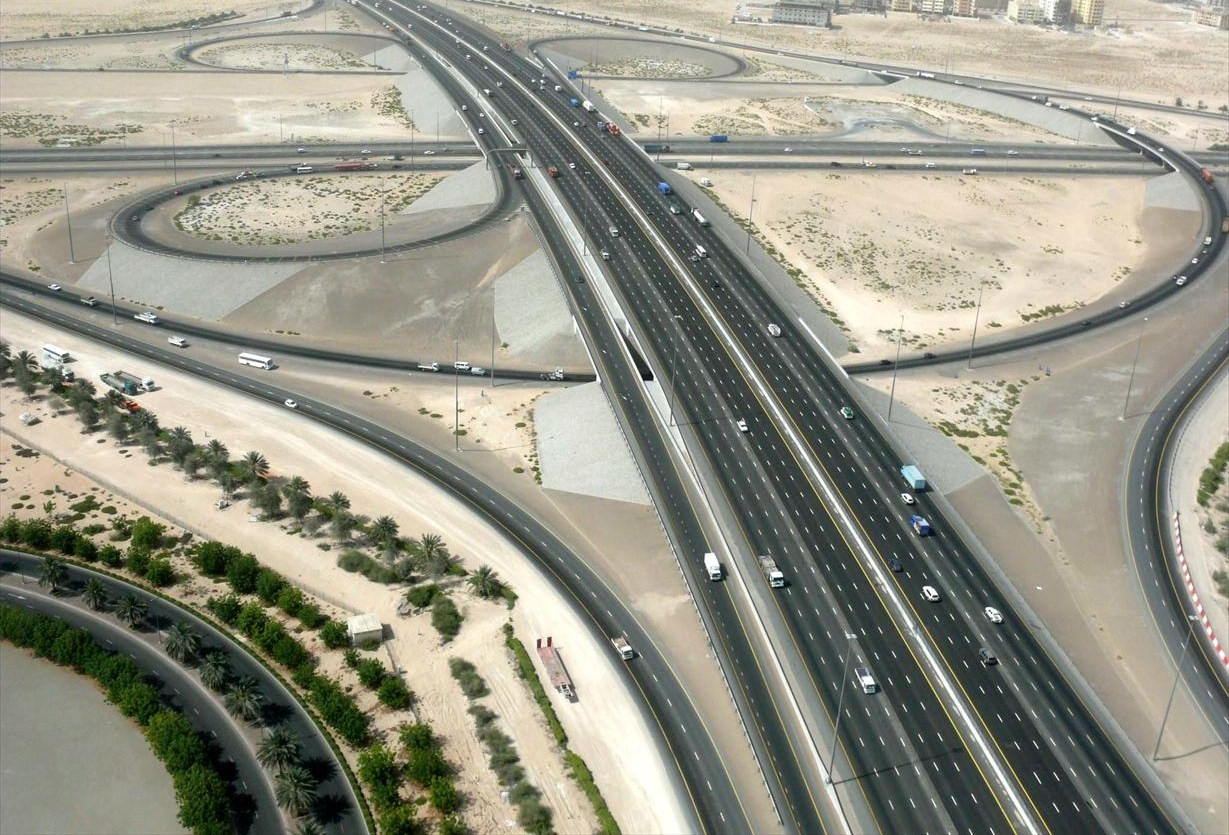
E 311, una de las principales carreteras de los Emiratos Árabes Unidos.

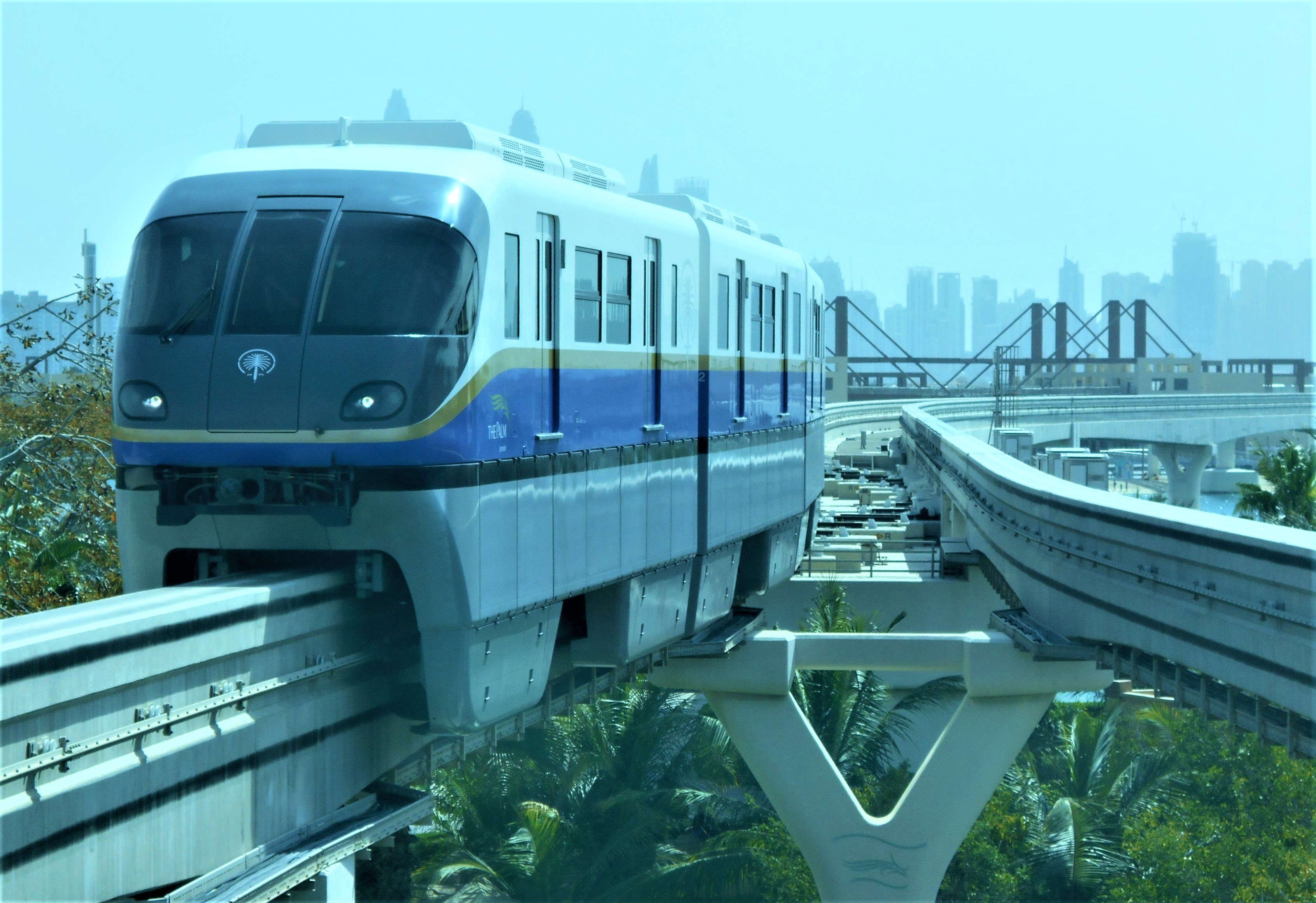
Monorriel de Palma Jumeirah (Dubái).

Abu Dhabi está coordinando sus esfuerzos para invertir sus ganancias de hidrocarburos en extraer más energía de sus fuentes renovables. Para este fin, el Gobierno se ha fijado para el año 2020 el objetivo de satisfacer el 7% de sus necesidades energéticas con suministros procedentes de sus fuentes de energía renovable. Masdar, la empresa de energía del futuro de propiedad gubernamental, contribuirá a la consecución de dicho objetivo, tanto en términos de inversión empresarial como por su trabajo en la creación de suministros energéticos con escasas emisiones de carbono.
La ciudad de Masdar, la urbe exenta de emisiones de carbono que fue construida por el emirato, con un coste total de 55 000 millones de dírhams, está planeada para acoger un total de 40 000 residentes, además de a los 50 000 empleados que trabajaran en sus aproximadamente 1500 empresas ecológicas.

### Transporte
El Monorriel de Palma Jumeirah es una línea de 5,45 km que conecta la isla artificial de Palma Jumeirah con el continente, existiendo un proyecto para una nueva extensión que lo conecte a la línea roja del Metro de Dubái. La línea se inauguró en abril de 2009. Se trata del primer ferrocarril en la región oriental de Arabia, y el primer monorraíl en el Oriente Próximo.
El Metro de Dubái es una red de metro sin conductor completamente automatizada, sistema que ya finalizó su construcción en Dubái. La red tiene dos líneas, cuyo funcionamiento es subterráneo en el centro de la ciudad, y también pasa por viaductos elevados en otras partes (y en pistas dobles).

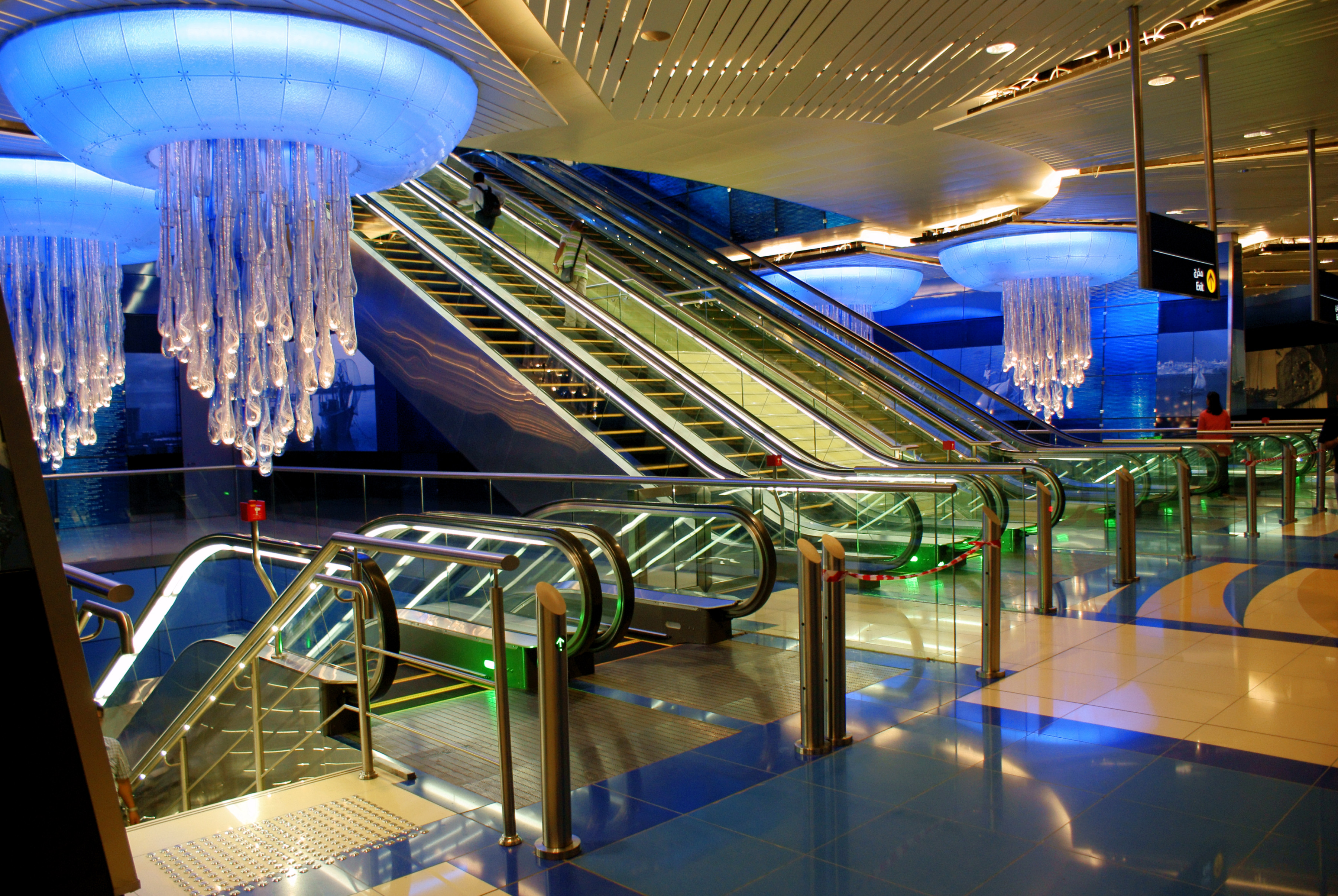
Estación Khalid bin Al Waleed (BurJuman) en el metro de Dubái

El Aeropuerto Internacional de Dubái es el tercero de mayor cantidad de pasajeros y el sexto con mayor cantidad de carga del mundo. La aerolínea Emirates tiene su base operativa allí. En tanto, en el Aeropuerto Internacional de Abu Dabi opera principalmente Etihad Airways.
El puerto de Jebel Ali es uno de los diez puertos de contenedores con más tráfico del mundo.
Como dato curioso, el 31 de agosto de 2020 se produjo el primer vuelo de una aerolínea comercial que realizó de forma oficial la ruta entre Tel Aviv y Abu Dabi.

### Carrera espacial
Emiratos Árabes Unidos ya instalaron una serie de satélites artificiales en órbita terrestre, aunque recién en 2015 inauguraron formalmente su primera agencia espacial. La agencia regula y apoya al sector aeroespacial en los Emiratos Árabes Unidos para ayudar a integrar varias divisiones de la industria espacial. La sonda de la Emirates Mars Mission, llamada «Hope», creará el primer modelo integrado de la atmósfera del planeta Marte hacia el año 2020.

### Telecomunicaciones e Internet

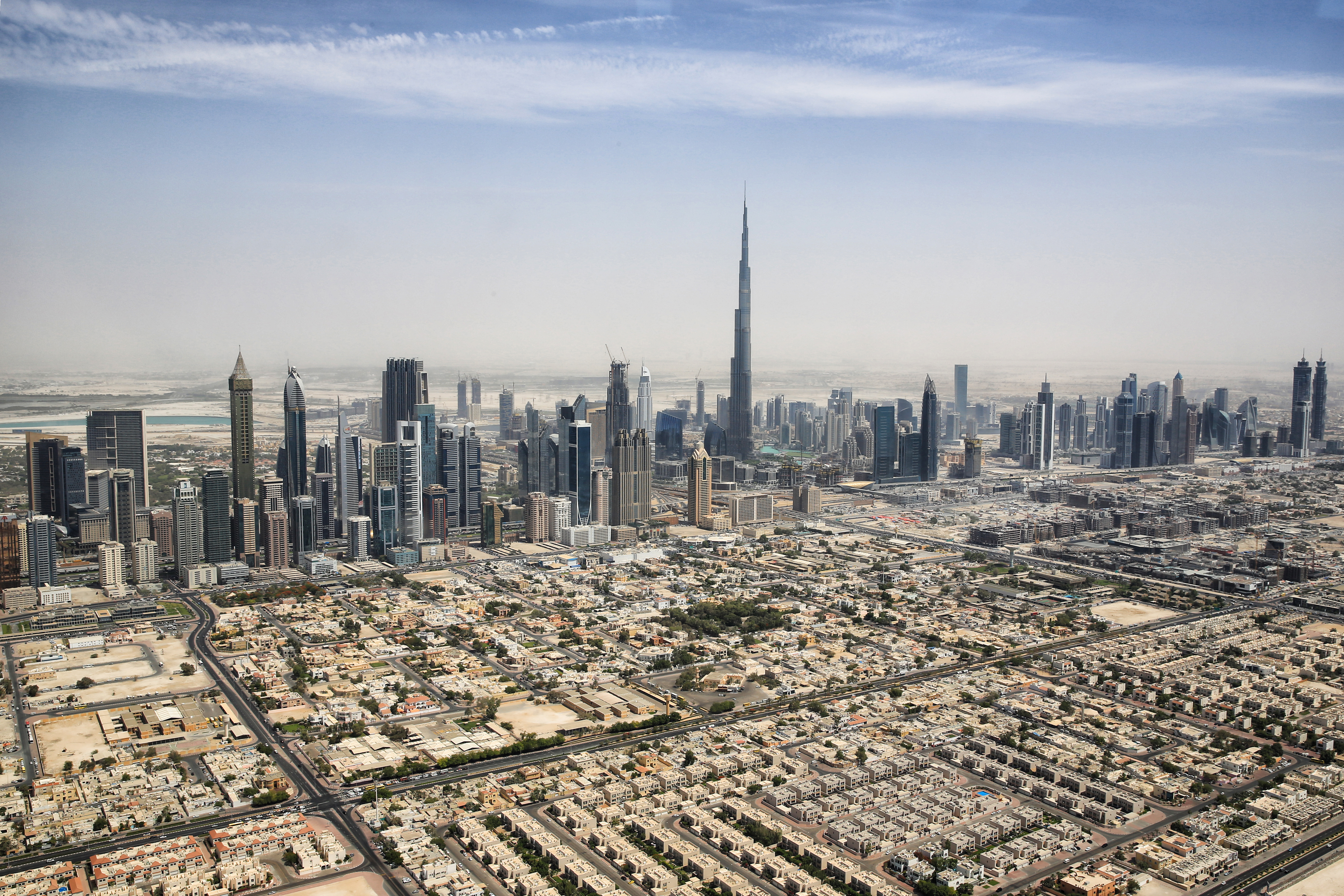
Vista de Dubái

El sector de las telecomunicaciones de los Emiratos Árabes Unidos actualmente recibe los servicios de dos operadoras de telecomunicaciones, Etisalat y Du, ambas propiedad del Gobierno en su mayor parte. La Oficina Reguladora de Telecomunicaciones del país (TRA) establece la reglamentación de este sector.
Etisalat funcionaba como monopolio hasta que Du presentó sus servicios móviles en 2007. El Burj Khalifa fue la primera localidad de los Emiratos Árabes Unidos cuyos residentes pudieron elegir su proveedor de banda ancha. Etisalat ha continuado invirtiendo en las áreas que consideraba necesarias, ya fuera en servicios o en infraestructura, como por ejemplo, la instalación de una red de fibra óptica en Abu Dhabi, que concluyó en 2011, y que convirtió a la capital en la primera ciudad del mundo completamente conectada mediante esta tecnología.
La legislación de los EAU sobre el uso de Internet es una de las más coercitivas del mundo. Algunas funciones de telefonía por internet (VoIP) de aplicaciones como Snapchat, WhatsApp y Viber son inaccesibles debido al bloqueo del gobierno. Está prohibido el uso de redes privadas virtuales (VPN).
En 2019, Emiratos Árabes Unidos instaló en todo el país la infraestructura para los servicios 5G en asociación con Huawei.

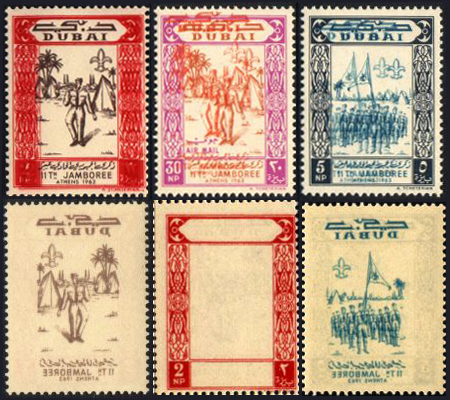
Estampillas con errores de impresión de 1964

### Correo y filatelia
Hasta 1950 se utilizaron sellos de la India Británica. Después de la independencia de la India, se utilizaron sellos británicos sobrecargados con el valor correspondiente, pero sin indicación de país. Hasta 1961, la única forma de identificar un sello usado en los Emiratos Árabes era leyendo el matasellos. En esta fecha comenzaron a circular sellos propios, con el nombre «Trucial States» (Estados de la Tregua).
En 1963, Dubái y Sarja comenzaron a emitir sus propios sellos, seguidos al año siguiente por Abu Dabi, Ajmán, Fuyaira, Ras el-Jaima, y Um el-Caiwain. Los emiratos firmaron un acuerdo con la empresa Middle East Stamps, a quien encargaron la comercialización en el país y en el extranjero de sus estampillas. A partir de ese momento, la mayoría de las emisiones se orientaron al comercio filatélico, y fueron vendidas a coleccionistas sin siquiera haber pasado por los Emiratos. Como si esta cantidad de emisiones no fuera suficiente, se agregaron las dependencias de Khor Fakkan en 1965, y Manama en 1966.
Este abuso especulativo causó que los sellos de los emiratos tuvieran un valor ínfimo e incluso los catálogos internacionales dejaran de mostrarlas. Yvert Tellier no incluye imágenes ni numeración de los sellos de este período, y Scott solo las menciona al final del catálogo. En diciembre de 1971 se unificaron los Emiratos, y a partir de 1973 los sellos de los Emiratos Árabes Unidos reemplazaron a las de cada emirato por separado.

## Cultura
Arraigada en la cultura islámica, los Emiratos Árabes Unidos tienen fuertes lazos con el resto del mundo árabe e islámico. El gobierno se ha comprometido a preservar las formas tradicionales del arte y la cultura, fundamentalmente a través de la Fundación Cultural de Abu Dabi. Hay una gran variedad cultural con influencia asiática en escuelas, restaurantes o centros culturales.

### Gastronomía
La comida tradicional de los Emiratos siempre ha sido el arroz, el pescado y la carne. Los emiratíes han adoptado la mayoría de sus alimentos de otros países de Asia occidental y meridional, como Irán, Arabia Saudí, Pakistán, India y Omán. El marisco ha sido el pilar de la dieta emiratí durante siglos. La carne y el arroz son otros alimentos básicos, y se prefiere el cordero y el carnero a la cabra y la ternera. Las bebidas más populares son el café y el té, que pueden complementarse con cardamomo, azafrán o menta para darles un sabor distintivo.
Los platos culturales emiratíes más populares son el threed, los machboos, la khubisa, el khameer y el pan chabab, entre otros, mientras que el lugaimat es un famoso postre emiratí
Con la influencia de la cultura occidental, la comida rápida se ha hecho muy popular entre los jóvenes, hasta el punto de que se han organizado campañas para poner de relieve los peligros de los excesos de la comida rápida. Sólo se permite servir alcohol en los restaurantes y bares de los hoteles. Todas las discotecas pueden vender alcohol. Algunos supermercados pueden vender alcohol, pero estos productos se venden en secciones separadas. Del mismo modo, la carne de cerdo, que es haram (no permitida para los musulmanes), se vende en secciones separadas en todos los grandes supermercados. Hay que tener en cuenta que, aunque se puede consumir alcohol, es ilegal estar en estado de embriaguez en público o conducir un vehículo de motor con cualquier rastro de alcohol en la sangre.

### Medios de comunicación
Los medios de comunicación son una de las primeras industrias que el Emirato de Dubái ha tratado de desarrollar a través de una serie de micro-ciudades. Dubai Media City ha contribuido al progreso de los medios de comunicación en Dubái y en el centro de la región, que abarca tanto la creación de medios de comunicación, impresión y difusión a través de la televisión, como también los nuevos medios de comunicación y la publicidad.

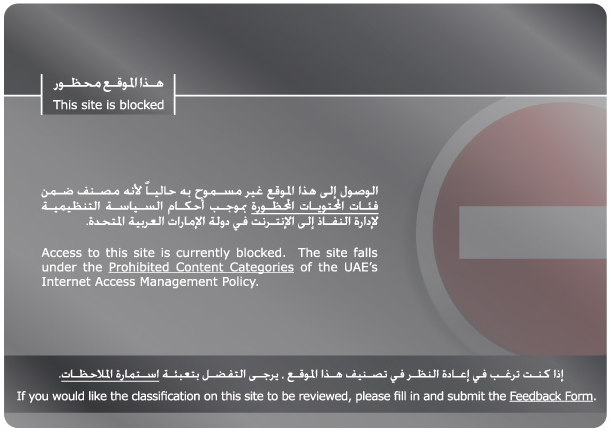
Ejemplo de sitio de internet bloqueado por el gobierno de los Emiratos Árabes en el país

Una serie de organizaciones internacionales de noticias, incluyendo Reuters, Associated Press, Agence France Presse, Bloomberg, Dow Jones Newswires, CNN y BBC, tienen presencia en Dubai Media City, y gozan de plena libertad para informar sobre los entes locales y regionales.
Los periódicos líderes en inglés con sede en los Emiratos Árabes Unidos son los siguientes:
- Gulf News, el mayor circulante de periódicos de gran formato (broadsheet).
- 7 days.
- Khaleej Times, el segundo periódico de más tirada.
- Emirates Business 24/7, periódico de negocios de los Emiratos Árabes Unidos.

Desde fines de 2007, las ediciones internacionales de The Times de Londres y de su hermana en papel The Sunday Times se imprimen en Dubái para la distribución local.

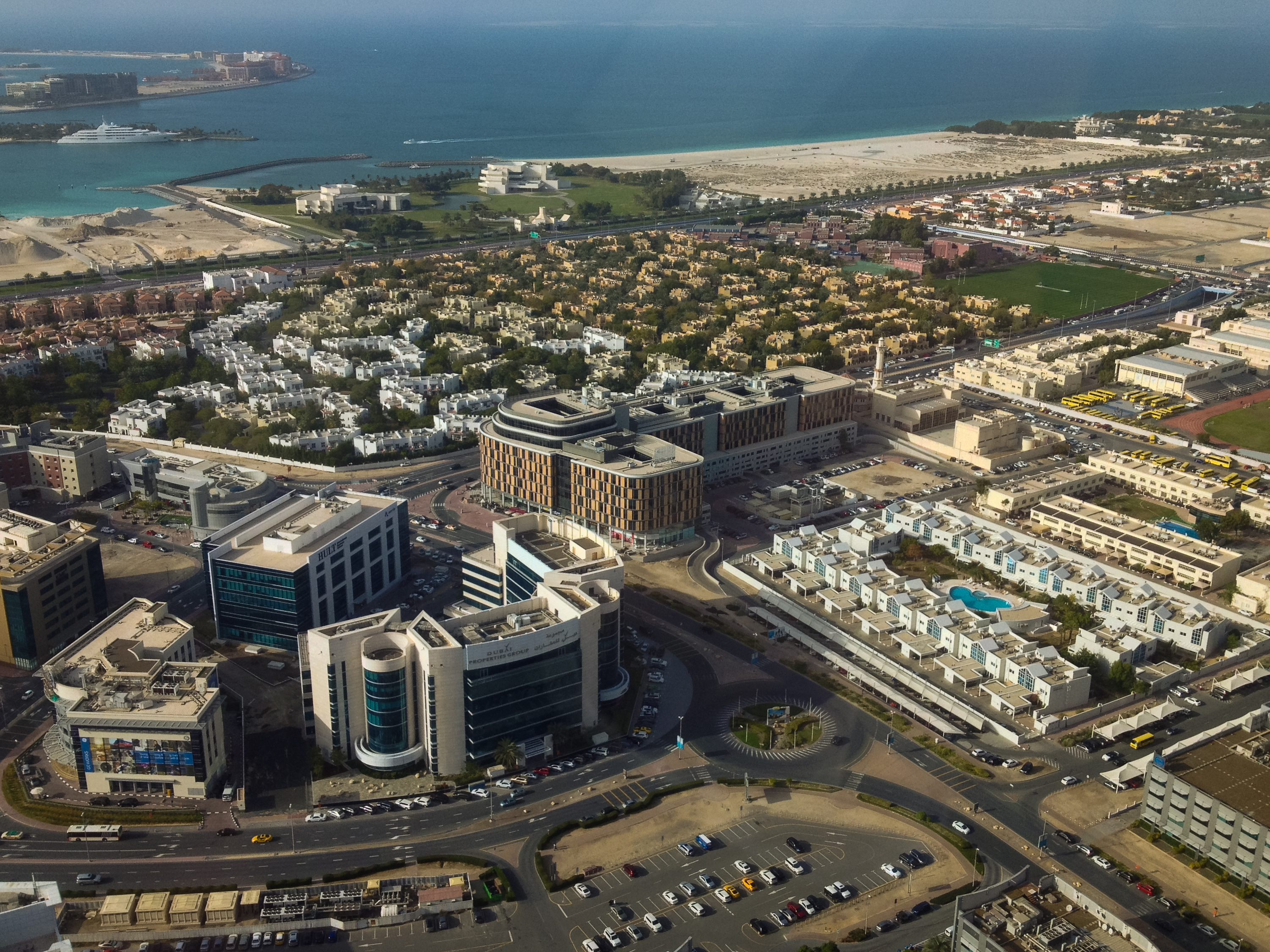
Dubai Media City

La difusión de información está sujeta a censura en los EAU. Las revistas importadas deben someterse a la autoridad censora antes de poder venderse, y la autoridad censura en ese procedimientos algunos elementos sexuales representados en imágenes con un rotulador negro. Los medios de comunicación están sujetos a la autocensura, por lo que no existen violaciones de las leyes de censura por parte de los editores de periódicos o las emisoras de radio. La televisión local está en manos del Estado.
Los particulares acceden a Internet a través de proxies que censuran los contenidos. Oficialmente, esto sólo se hace para impedir el acceso a material pornográfico, pero de hecho se bloquean muchos otros sitios que pueden ofender a la cultura islámica. Por ejemplo, sitios extranjeros que ofrecen juegos de azar (incluida la lotería), recetas de cocina que informan sobre la preparación de carne de cerdo, páginas web israelíes (terminadas en .il) y agencias de citas. Incluso las listas completas de IP y las zonas de «anonimizadores» públicos se actualizan constantemente, por lo que no están disponibles. Las instituciones educativas están exentas del uso obligatorio de servidores proxy.
Los usuarios del servicio de internet du también están sometidos a censura desde el 14 de abril de 2008. Aunque el filtrado no es tan riguroso como en Etisalat, todas las páginas relacionadas con la pornografía están bloqueadas. El bloqueo lo realiza un filtro de contenidos del proveedor. Desde el verano de 2008, Etisalat y du bloquean las aplicaciones VoIP (VoIP a línea fija). Las llamadas de VoIP a VoIP son posibles de forma limitada (Windows Messenger), mientras que otras ya no funcionan. Las llamadas entre usuarios de Skype también vuelven a ser posibles.
La situación de la libertad de prensa en Emiratos Árabes Unidos es calificada de «difícil» por la organización no gubernamental Reporteros sin Fronteras. En Emiratos Árabes Unidos hay un periodista detenido (Tayseer Al-Najjar - Cultural Reporter al-Dar).

## Deporte

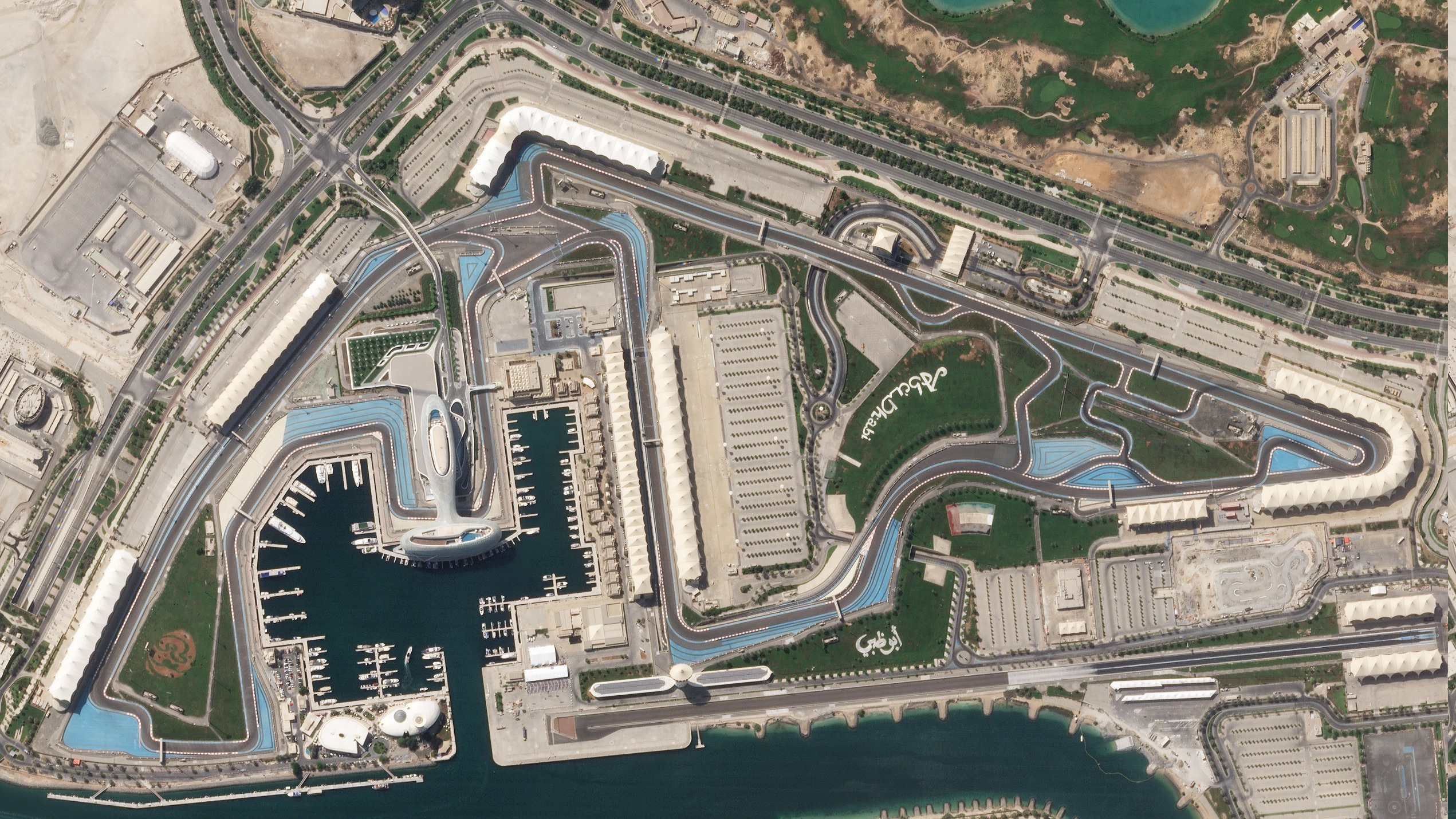
Circuito Yas Marina en Abu Dhabi.

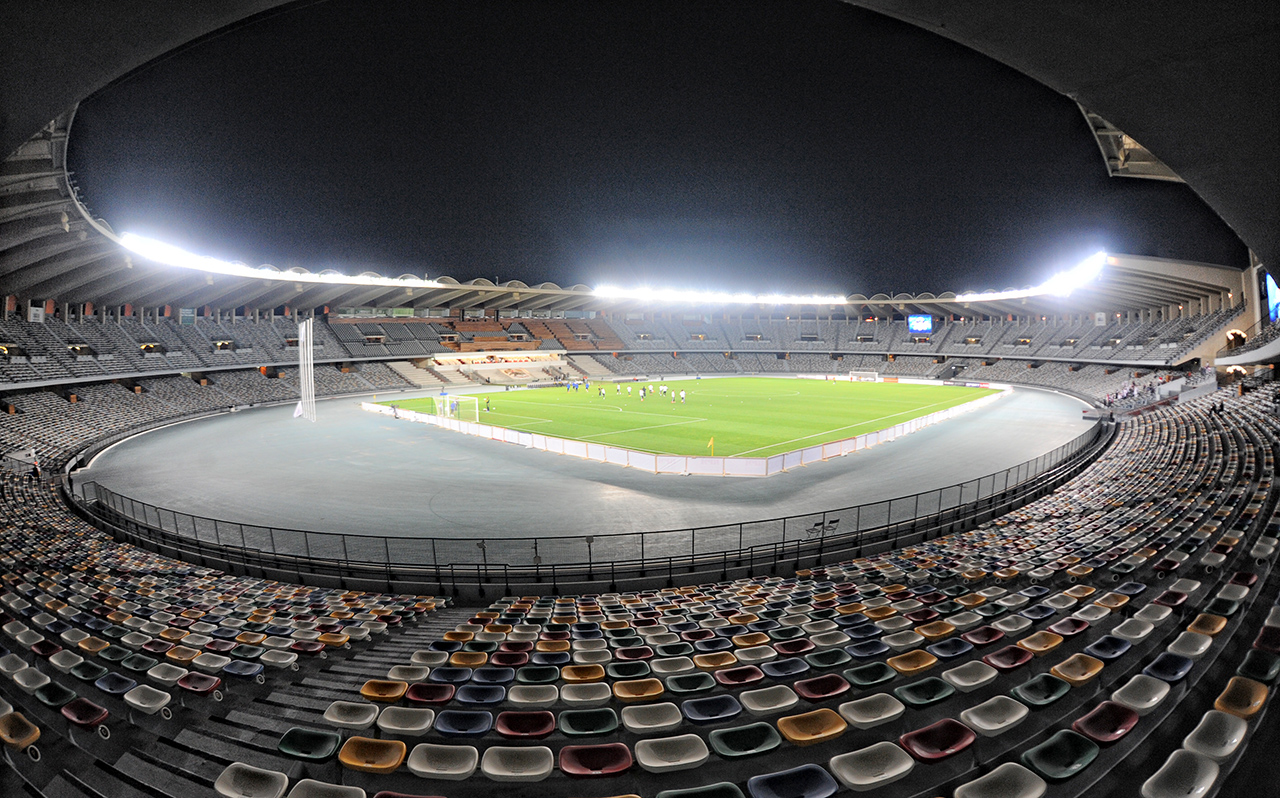
Estadio Jeque Zayed en Abu Dhabi.

El fútbol es el deporte más popular de los Emiratos Árabes Unidos. Los clubes de fútbol locales más populares son Al-Ain, Al Wasl, Al-Shabbab, Al-Sharjah, y Al-Wahda, los cuales disfrutan de una larga reputación como campeones regionales. Todos juegan en la Primera División.
Los Emiratos Árabes Unidos crearon en 1971 la Asociación de Fútbol, y desde entonces han dedicado su tiempo y esfuerzo a promover el juego de este deporte, la organización de programas para la juventud, y la mejora de la capacidad no solo de sus jugadores, sino de los funcionarios y los entrenadores que participan con sus equipos regionales.
Su selección de fútbol se clasificó para la Copa Mundial de Fútbol de 1990. Otra participación internacional destacada se logró en 1996, cuando el país fue subcampeón de la Copa Asiática. Su equipo ganó la Copa de Naciones del Golfo celebrada en Abu Dabi en enero de 2007.
El críquet es otro de los deportes más populares en los Emiratos Árabes Unidos, debido principalmente a la numerosa población de expatriados desde el subcontinente indio. Dubái tiene dos estadios de críquet (Dubai Críquet Ground n.º1 y n.º 2) con un tercero, 'S3', actualmente en construcción como parte de la Dubai Sports City. Dubái es también la sede del Consejo Internacional de Críquet. El equipo nacional de críquet de los Emiratos Árabes Unidos se clasificó para la Copa Mundial de Críquet de 1996, y estuvo a punto de hacerlo para la Copa Mundial de Críquet 2007.
En cuanto a deportes de combate, las artes marciales mixtas son el más popular en los Emiratos. El país es sede de UAE Warriors, una de las principales promotoras de MMA en el continente asiático.
El equipo ha participado asimismo en varios Juegos Olímpicos, logrando en Atenas 2004 su mejor participación con una medalla de oro gracias a la actuación de Ahmed Al Maktoum en tiro.
El país cuenta con dos autódromos internacionales: el Circuito de Yas Marina en Abu Dabi y el Autódromo de Dubái. Han albergado el Gran Premio de Abu Dabi de Fórmula 1 desde el año 2009, el Campeonato FIA GT y las 24 Horas de Dubái entre otras competiciones. En Emiratos Árabes Unidos se disputan tres torneos de golf del European Tour: el Clásico del Desierto de Dubái, el Campeonato de Abu Dabi de Golf y el Campeonato Mundial de Dubái, además de un torneo de tenis, del ATP Tour, que se disputa en febrero.